# Liste de pirates
[Cette page présente deux listes de pirates, boucaniers et flibustiers.
La première liste contient le nom de pirates, boucaniers et flibustiers, ayant réellement vécu, en vie ou légendaire, alors que la seconde contient le nom de personnages de fiction, soit de romans, soit de films, qui ont été pirates pendant leur existence imaginaire.

## Pirates, boucaniers et flibustiers ayant réellement existé
- Haut – A
- B
- C
- D
- E
- F
- G
- H
- I
- J
- K
- L
- M
- N
- O
- P
- Q
- R
- S
- T
- U
- V
- W
- X
- Y
- Z

### A

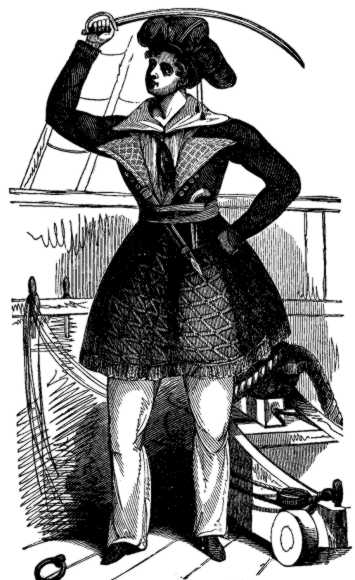
Alvilda était une femme pirate du XIIIe siècle.

| Nom                                                        | Vie                                   | Années d'activité | Pays d'origine        | Commentaires |
| ---------------------------------------------------------- | ------------------------------------- | ----------------- | --------------------- | --- |
| Chui A-poo (en)                                            | Mort en 1851                          | Années 1840-1850  | Chine                 | Basé dans la baie de Baya à l'est d'Hong Kong à la tête d'une cinquantaine de jonque, Chui A-Poo attaquait les navires d'opium dans la mer de Chine méridionale, associé au pirate Shap-ng-tsai, jusqu'à ce que sa flotte soit détruite par les Britanniques en 1849.       |
| Tuanku Abbas (en)                                          | Début XIXe siècle                     | Jusqu'en 1844     | Malaisie              | Frère d'un râja d'Achin, connu pour sa participation et son rôle de meneur dans des raids pirates. |
| Asad 'Booyah' Abdulahi                                     | 1966-                                 | 1998-             | Somalie               | Chef pirate somalien, actif dans la capture de navires dans le golfe d'Aden et l'océan Indien pour des rançons. |
| Giorgio Adorno                                             | Mort en 1558                          |                   | Malte                 | Chevalier hospitalier actif en Méditerranéen. Originaire de Naples, il fut élu « capitaine-général des Galères » en 1547, 1549, 1557 et 1558. |
| Mansel Alcantra (Alcantara) (en)                           | Fin XVIIIe siècle - Début XIXe siècle | Années 1820       | Espagne               | En 1829, il captura le Topaz au large de Sainte-Hélène et massacra l'équipage tout entier. |
| James Alday                                                | 1516-1576                             | Années 1540       | Angleterre            | Corsaire et pirate anglais qui attaquait les ports espagnols avec James Logan et William Cooke. |
| Vincenzo Alessandri (en)                                   | Mort en 1657                          |                   | Malte                 | Boucanier de Malte, Alessandri fut capturé et envoyé aux travaux forcés. |
| William Aleyn                                              |                                       | Années 1440       | Angleterre            | Pirate anglais actif dans la Tamise et la Manche. Associé à William Kyd. |
| Richard Allen                                              | Mort en 1572                          |                   | Angleterre            | |
| José Joaquim Almeida (en)                                  | 1777-1832                             | 1812–1832         | Portugal              | Barbaresque portugais qui a combattu dans la guerre anglo-américaine de 1812 et la guerre d'indépendance de l'Argentine. |
| Philip Alston (en)                                         | 1740–après 1799                       | 1770?–1799?       | États-Unis            | Pirate fluvial et faussaire, associé du faussaire John Duff (en) et père du pirate fluvial, bandit de grand chemin et faussaire, Peter Alston (en). |
| Nicholas Alvel                                             | Début XVIIe siècle                    | 1603              | Angleterre            | Actif dans la mer Ionienne. |
| Alvilda                                                    | XIIIe siècle                          |                   | Scandinavie           | C'était une femme qui s'habillait en homme et était capitaine d'un navire uniquement composé de femmes. |
| Cornelius Andreson (en)                                    | ?                                     | 1674-1675         | Provinces-Unies       | Il est surtout connu pour avoir attaqué les commerçants anglais au large de l'Acadie et pour avoir servi dans la guerre du Roi Philip. |
| Michiel Andrieszoon (en)                                   | XVIIe siècle                          | Années 1680       | Provinces-Unies       | Marchant-pirate hollandais. Associé avec Thomas Paine et Laurens de Graff. |
| Jean Ango                                                  | 1480–1551                             |                   | France                | Armateur normand qui a fourni des navires à François Ier pour l'exploration du globe, il a également parrainé des voyages dont le seul but était la piraterie. |
| Anicetus                                                   | Mort en 69                            |                   | Pont (région) Turquie | Il fut le meneur d'un soulèvement anti-romain en l'an 69 au Pont. |
| John Ansell                                                | Mort en 1689                          |                   | Angleterre            | Navigua avec Henry Morgan et participa à ses raids contre Maracaibo, Gibraltar et Vénézuéla. |
| Thomas Anstis                                              | Mort en 1723                          | 1718-1723         | Angleterre            | Principalement actif dans les Caraïbes, il a servi sous Howell Davis puis sous Bartholomew Roberts,. |
| Captain Archembeau (Archembo)                              | Mort en 1681                          | Années 1670-1680  | France                | Boucanier français actif aux Caraïbes. |
| François Aregnaudeau                                       | 1774–1813                             | 1810–1821         | France                | Breton qui commandait un certain nombre de navires, notamment Blonde, et le duc de Dantzig (en). Lui et le duc de Dantzig (en) disparurent sans laisser de trace vers la fin de 1812. Leur disparition a donné lieu à une légende macabre de navire fantôme sans fondement. |
| Mami Arnaute ou Mami Arnaoute ou encore Mohamed l'Albanais | Milieu du XVIe siècle                 | 1572–1576         | Albanie               | Actif dans la mer Adriatique. Il était l’amiral de l’escadre et le commandant suprême de tous les navires islamiques en Afrique du Nord et à Pacha d'Alger, connu comme le corsaire le plus redoutable de cette période. Il captura Miguel de Cervantes en 1575.            |
| John Auger parfois orthographié Augur ou Augier.           | XVIIIe siècle                         | 1678-1718         | Angleterre            | Pirate actif aux Bahamas vers 1718. Il est le pirate le plus connu capturé par Benjamin Hornigold, ancien pirate lui-même devenu chasseur de pirates. |
| Louis-Michel Aury                                          | 1786-1821                             | 1802-1821         | France                | Corsaire français ayant œuvré à l'indépendance de plusieurs pays d'Amérique latine, il achète son propre bateau et attaque les navires espagnols. |
| Pedro Menéndez de Avilés                                   | 1519–1574                             | 1565              | Espagne               | Pirate, corsaire, amiral espagnol et chasseur de pirates, de Avilès est connu pour sa destruction de la colonie Français de Fort Caroline en 1565. |
| Samuel Axe                                                 | début du XVIIe siècle                 | 1629–1645         | Angleterre            | Pirate puis corsaire anglais au service des Néerlandais, il a servi avec les forces anglaises lors de la révolte néerlandaise contre la domination des Habsbourg. |

- Haut – A
- B
- C
- D
- E
- F
- G
- H
- I
- J
- K
- L
- M
- N
- O
- P
- Q
- R
- S
- T
- U
- V
- W
- X
- Y
- Z

### B

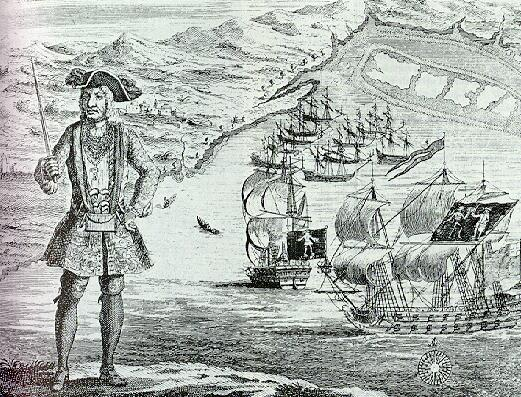
Le Baronet noir a capturé plus de 470 vaisseaux en moins de deux ans. Aucun autre pirate n'a eu autant de succès.

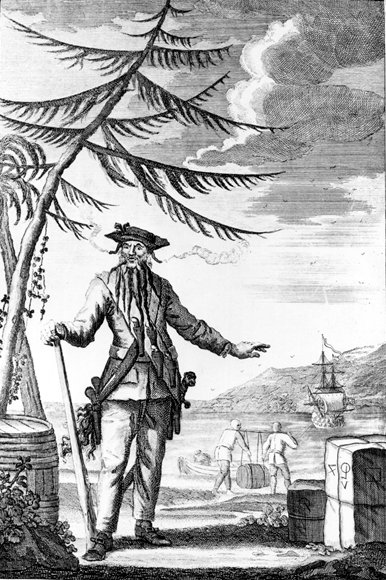
D'apparence très effrayante, Barbe Noire est souvent crédité comme le stéréotype même du pirate des Caraïbes.

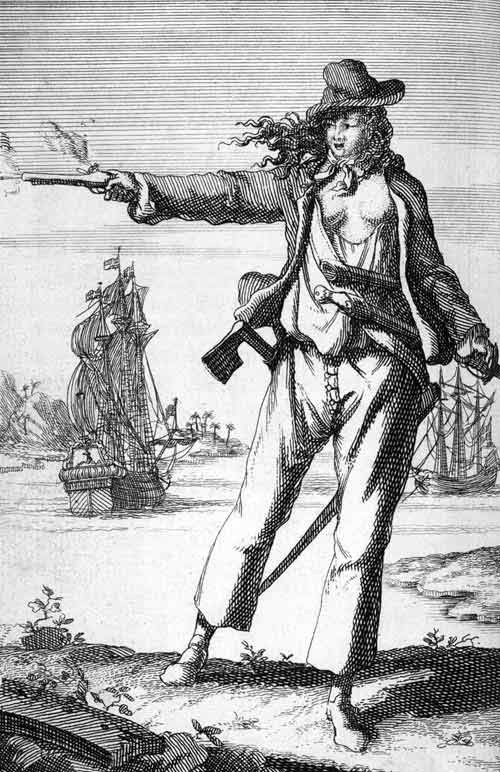
Bien qu'elle n'ait jamais commandé de navire elle-même, Anne Bonny est reconnue comme l'une des quelques femmes pirates de l'histoire.

| Nom                                                                         | Vie                   | Années d'activité | Pays d'origine                                 | Commentaires |
| --------------------------------------------------------------------------- | --------------------- | ----------------- | ---------------------------------------------- | --- |
| Charlotte Badger                                                            | Début XIXe siècle     | 1806              | Angleterre                                     | Condamnées en Australie avec Catherine Hagerty. |
| Joseph Baker (en)                                                           | Mort en 1800          | 1800              | Canada                                         | La seule action de piraterie de sa carrière consiste en une tentative ratée de s'emparer du sloop Eliza. |
| Adam Baldridge                                                              | XVIIe siècle          | 1690-1697         | Angleterre                                     | Pirate anglais et l'un des premiers fondateurs des colonies de pirates à Madagascar. |
| Barbe Noire, Blackbeard en anglais, de son vrai nom Edward Teach ou Thatch. | 1680-1718             | 1716-1718         | Angleterre                                     | D'apparence très effrayante, Barbe Noire est souvent crédité comme le stéréotype même du pirate des Caraïbes,. Il eut un court début en tant que corsaire.                                                                                       |
| Arudj Barberousse également connu sous les noms de Oruç Reis et Baba-Oruç   | 1474–1518             | 1503–1518         | Empire ottoman                                 | Corsaire et pirate ottoman et Bey d'Alger et beylerbey de la Méditerranée occidentale. |
| Khayr ad-Din Barberousse de son nom de naissance Khizir Khayr ad-Dîn        | vers 1478-1546        | 1504–1545         | Empire ottoman                                 | Corsaire et pirate ottoman, beylerbey de la régence d'Alger et capitaine pacha qui a dominé la Méditerranée pendant des décennies. |
| Barnim VI de Poméranie                                                      | vers 1365-1405        | 1394–1405         | Poméranie Allemagne                            | Un duc de Poméranie soutenant des corsaires dans la région de la mer Baltique et réputé pour ses activités de piraterie. |
| Sir Andrew Barton                                                           | 1466-1511             | Jusqu'en 1511     | Écosse                                         | Bien que servant sous une lettre de marque écossaise, il est souvent considéré comme un pirate par les Anglais et les Portugais. |
| Michel Etchegorria dit Michel le Basque                                     | ? - 1668              | Jusqu'en 1668     | France                                         | Flibustier basque connu pour la prise de Maracaïbo, au Venezuela, à deux reprises. Il a notamment été accompagné par François L'Olonnais. |
| Samuel Bellamy, Black Sam, Black Bellamy, surnommé le Prince des Pirates    | 1689-1717             | 1716-1717         | Angleterre                                     | Malgré une courte carrière de moins d'un an, Samuel Bellamy eut beaucoup de réussite, capturant plus de 50 navires avant sa mort. Il avait parmi son équipage 30 à 50 marins d'ascendance africaine, tous étaient traités sur un pied d'égalité. |
| Jeanne de Belleville également appelée Jeanne de Clisson                    | 1300–1359             | 1343-1356         | Poitou France                                  | Elle est devenue pirate par vengeance et a attaqué des villes et navires français dans la Manche. |
| René ou Renato Beluche                                                      | 1780-1860             | 1803-1813         | Louisiane Nouvelle-France                      | Associé des frères Lafitte, actif dans les Caraïbes avant de rejoindre Simón Bolívar dans son combat pour l'indépendance des colonies espagnoles d'Amérique du Sud.                                                                              |
| Jean Bernanos, alias Lassonde                                               | 1648-1695             | XVIIe siècle      | France                                         | Propriétaire de plantation, capitaine flibustier et un corsaire français dans les Caraïbes. |
| Charlotte de Berry                                                          | XVIIe siècle          | Années 1660       | Angleterre                                     | Femme pirate, elle finit par commander son propre navire. |
| Lancelot Blackburne                                                         | 1653-1743             | 1680-1684         | Angleterre                                     | Blackburne était un religieux anglais qui devint archevêque d'York et, dans la croyance populaire, pirate. |
| Black Caesar (en)                                                           | Mort en 1718          | 1700-1718         | Afrique de l'Ouest                             | Ancien esclave devenu pirate, Black Caesar était actif au large des Keys durant le début du XVIIIe siècle. Il devint lieutenant de Barbe Noire et fut l'un des cinq Africains servant sous son commandement.                                     |
| Abraham Blauvelt                                                            | mort vers 1663        | 1640–1663         | Provinces-Unies                                | L’un des derniers corsaires hollandais du milieu du XVIIe siècle, Blauvelt a cartographié une grande partie de l'Amérique du Sud. |
| Eduardo Blomar                                                              | Mort en 1679          | Années 1670-80    | Espagne                                        | Renégat espagnol actif sur le littoral des colonies espagnoles d'Amérique durant les années 1670. Jugé par contumace et condamné pour piraterie avec Bartolomé Charpes et Juan Guartem (en) au Panama en 1679.                                   |
| Eli Boggs (en)                                                              | 1810-1857             | 1830-1850         | États-Unis                                     | Pirate qui navigua dans une jonque chinoise pour faire de la contrebande. |
| Benito Bonito                                                               | 1780-1821             | 1810-1820         | Espagne                                        | Pirate qui cacha ses trésors de Lima quelque part, certains disent qu'il est dans des falaises en Australie, d'autres qu'il se trouve sur les îles Coco.                                                                                         |
| Stede Bonnet, surnommé le gentleman pirate.                                 | 1688-1718             | 1717-1718         | Barbade                                        | Surnommé « Le Pirate Gentilhomme », Bonnet est issu d'une riche famille mais il bascula finalement vers la piraterie,. |
| Jean Bontemps                                                               | Mort vers 1571        |                   | France                                         | Huguenot, actif dans la Manche et les Caraïbes. |
| Anne Bonny, née Anne Cormac                                                 | 1698-1782             | à partir de 1725  | Irlande                                        | Bien qu'elle n'ait jamais commandé de navire elle-même, Anne Bonny est reconnue comme l'une des quelques femmes pirates de l'histoire,. |
| George Booth                                                                | Mort en 1700          | 1696-1700         | Angleterre                                     | Un des premiers pirates actifs dans l'océan Indien et la mer Rouge aux côtés de Nathaniel North, Thomas Howard et John Bowen. |
| Pierre Bot                                                                  | XVIIe siècle          | Années 1680       | France                                         | Boucanier français actif aux Caraïbes. |
| Hippolyte Bouchard                                                          | 1780–1837             | 1817–1819         | France                                         | Il a combattu pour l'Argentine, le Chili et le Pérou. |
| Jan de Bouff                                                                | début du XVIIe siècle | 1602              | Provinces-Unies                                | Jan de Bouff servit comme Dunkerquois au service des Habsbourg pendant la révolte hollandaise. |
| John Bowen, Jean Bouin en français                                          | Mort en 1704          | 1700-1704         | Bermudes                                       | Actif dans l'océan Indien, avec ses contemporains George Booth et Nathaniel North. |
| Roche Braziliano (en)                                                       | XVIIe siècle          | 1654-1671         | Provinces-Unies                                | Corsaire puis pirate. Connu pour sa violence : il a par exemple brûlé vif deux fermiers espagnols qui refusaient de lui remettre leurs porcs. Il participe aux expéditions d'Henry Morgan contre Portobello et Panama.                           |
| Luis Brión                                                                  | 1782–1821             | 1806–1821         | [[Fichier::Flag of Curaçao.svg\|25px]] Curaçao | Il a servi dans les républiques du Venezuela et de la Grande Colombie. |
| Nicholas Brown surnommé le Grand Pirate                                     | Mort en 1726          | Jusqu'en 1726     | Angleterre                                     | Actif au large de la Jamaïque, Brown fut probablement tué par un ami d'enfance John Drudge. |
| Phineas Bunce ou Bunch                                                      | mort en 1718          | XVIIIe siècle     | Angleterre                                     | Pirate actif dans les Caraïbes. Il est gracié mais retourne immédiatement à la piraterie et finira tué par Turn Joe, un chasseur de pirates espagnol.                                                                                            |
| Josiah Burgess (en)                                                         | 1689–1719             | 1716-1719         | Angleterre                                     | Pirate actif dans les Caraïbes. Connu pour être à la tête d'un groupe appelé « New Providence’s Flying Gang » qui possédait 4 navires, gracié il devient même juge aux affaires maritimes.                                                       |
| Flora Burn (en)                                                             | XVIIIe siècle         | Années 1740-1750  | Angleterre                                     | Femme pirate active principalement sur la côte Est de l'Amérique du Nord à partir de 1741. |

- Haut – A
- B
- C
- D
- E
- F
- G
- H
- I
- J
- K
- L
- M
- N
- O
- P
- Q
- R
- S
- T
- U
- V
- W
- X
- Y
- Z

### C
| Nom | Vie                 | Années d'activité | Pays d'origine           | Commentaires |
| --- | ------------------- | ----------------- | ------------------------ | --- |
| Henri Caesar (en) aussi connu sous le nom Black Caesar | Fin XVIIIe siècle   | 1791-1830         | Haïti                    | Pirate haïtien actif dans les Caraïbes au début du XIXe siècle dans la révolution haïtienne. Toutefois son existence n'a pas été historiquement prouvé. À ne pas confondre avec Black Caesar, un pirate africain du début du XVIIIe siècle. |
| John Callis (Calles) | 1558-1587?          | 1574-1587         | Angleterre               | Pirate gallois actif la long des côtes sud du pays de Galles. |
| Thomas Cavendish | 1560-1592           | 1587–1592         | Angleterre               | Premier homme à faire intentionnellement le tour du monde, Cavendish a également attaqué de nombreuses villes et navires espagnols dans le Nouveau Monde                                                                                    |
| Sir Christopher Chapman | XVIIIe siècle       | à partir de 1777  | Angleterre               | Actif au large de la Floride et de la Jamaïque. Capitaine du Shawn Towne, il commença comme corsaire puis bascula vers la piraterie. Exécuté publiquement à Londres après l'attaque du HMS Mugavero.                                        |
| Bartolomé Charpes | Mort en 1679        | Années 1670-80    | Espagne                  | Renégat espagnol qui fut jugé par contumace et condamné pour piraterie avec Edwardo Blomar et Juan Guartem (en) au Panama par le gouverneur don Dionicio Alceda en 1679.                                                                    |
| Dirk Chivers | XVIIe siècle        | 1694-1699         | Pays-Bas                 | Actif dans la mer Rouge et l'océan Indien, Chivers se retira de la piraterie et retourna aux Pays-Bas. |
| Eric Cobham | XVIIIe siècle       | Années 1720-1740  | Angleterre               | Eric Cobham et sa femme, Maria Lindsey, opéraient dans le golfe du Saint-Laurent. |
| Thomas Cocklyn | Début XVIIIe siècle | De 1717 à sa mort | Angleterre               | D'abord connu par son association avec Howell Davis et Olivier Levasseur, les activités de Cocklyn après 1719 sont inconnues,. |
| Roberto Cofresí | 1791-1825           | Jusqu'en 1825     | Porto Rico               | Le plus connu des pirates de Porto Rico où il est l'équivalent de Robin des Bois. |
| Jacob Colaert | 1584-1637           | 1625–1635         | Pays-Bas                 | Amiral flamand qui a servi comme pirate et corsaire dunkerquois pendant la révolte hollandaise, et responsable de la destruction d’au moins 150 bateaux de pêche.                                                                           |
| Robert Colley (en) | Mort en 1698        | 1695-1698         | Angleterre               | Pirate et corsaire anglais actif près de Terre-Neuve et dans l'océan Indien. |
| Claes Compaan aussi écrit Klaas Kompaan ou Claes Compaen | 1587-1660           | 1621-1627         | Pays-Bas                 | Ancien corsaire hollandais, il devint pirate et s'empara de centaines de bateaux d'Europe, de la côte des Barbaresques et d'Afrique occidentale.                                                                                            |

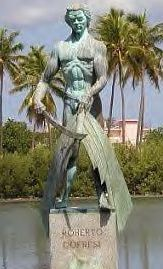
Roberto Cofresi est le plus connu des pirates de Porto Rico où il est l'équivalent de Robin des Bois.

| Christopher Condent, aussi connu sous Christopher, Edmond, Edward, John ou William Condent, Congdon, Coudon, Condon, Connor ou Condell, surnommé Billy One-Hand | 1690(≈)-1770        | 1718-1721         | Angleterre               | Après être devenu pirate en 1718, Condent s'empara aux commandes du Fiery Dragon, d'une fortune de 150 000 £ et se retira en France où il devint un riche marchand.                                                                         |
| Edmund Cooke (en) aussi connu sous Edmund Cook, Edvard Cooke | XVIIe siècle        | 1673–1683         | Angleterre               | Capitaine, marchant, boucanier et pirate, il a attaqué les cotes espagnoles des caraïbes en compagnie de Bartholomew Sharp, John Coxon, Basil Ringrose, Lionel Wafer.                                                                       |
| John Cooke ou John Cook | Mort en 1683        | Années 1680       | Angleterre               | Corsaire et boucanier anglais qui mena une expédition contre les Espagnols au début des années 1680. |
| James Copeland (en) | 1823–1857           | Années 1830-1857  | États-Unis               | Chef d'un gang de pirates, de contrebandiers et de hors-la-loi dans le sud du Mississippi et le sud de l'Alabama, autour de Mobile, connu sous le nom de « Wages » et « Copeland Clan ».                                                    |
| Baltazar de Cordes | Mort vers 1601      | 1598–1601         | Pays-Bas                 | Il a combattu les Espagnols au début du XVIIe siècle. |
| Baldassarre Cossa | 1370–1415           |                   | Procida                  | Antipape durant le grand schisme d'Occident, Jean XXIII fut accusé de divers crimes, comme la piraterie, l'inceste et la sodomie. |
| Richard Coyle (en) | Mort vers 1738      | vers 1738         | Angleterre               | Il est connu pour un seul incident impliquant le meurtre du capitaine du navire St. John. |
| John Crabbe | mort vers 1352      | 1305–1332         | Région flamande Belgique | Pirate flamand connu pour son utilisation réussie d'une catapulte montée sur navire. Il combat pour Robert Bruce puis capturé par le roi Édouard III, il combat comme officier de marine pour l'Angleterre pendant la guerre de Cent Ans.   |
| Mary Critchett | 1729                |                   | Angleterre               | L'une des quatre pirates connues de l'âge d'or de la piraterie, avec Anne Bonny, Mary Read et Rachel Wall. |
| Robert Culliford | XVIIe siècle        | 1690-1698         | Angleterre               | Ancien second de William Kidd, Culliford mena une première mutinerie contre Kidd, volant son navire Blessed William,. |

- Haut – A
- B
- C
- D
- E
- F
- G
- H
- I
- J
- K
- L
- M
- N
- O
- P
- Q
- R
- S
- T
- U
- V
- W
- X
- Y
- Z

### D
| Nom                                                           | Vie            | Années d'activité | Pays d'origine  | Commentaires |
| ------------------------------------------------------------- | -------------- | ----------------- | --------------- | --- |
| Alexander Dalzeel (en)                                        | 1662-1715      | 1685-1715         | Écosse          | Corsaire écossais pour la France, puis pirate ayant servi sous Henry Every. Il fut capturé quatre fois avant d'être finalement pendu.                                                                          |
| William Dampier                                               | 1651-1715      | 1670-1688         | Angleterre      | Navigateur, pirate, corsaire et boucanier anglais. Il fut la première personne à faire trois fois le tour du monde,.                                                                                           |
| Simon Dansa connu sous les noms de Raïs Dali et Simon Raïs    | Vers 1579-1616 | Années 1600-1610  | Provinces-Unies | Pirate et corsaire hollandais qui devint plus tard un corsaire barbaresque basé à Alger et Tunis au début du XVIIe siècle. Avec Jack Ward ils ont dominé la Méditerranée occidentale au début du XVIIe siècle. |
| Edward Davis                                                  | XVIIe siècle   | 1680-1688         | Angleterre      | Il mena le dernier grand raid boucanier contre Panama. |
| Howell Davis                                                  | 1690-1719      | 1718-1719         | Pays de Galles  | Durant une courte carrière de 11 mois, Davis fut capturé lorsqu'il tenta d'enlever le gouverneur de Principe,.                                                                                                 |
| Jacob Pettersson Degenaar (en)                                | 1692–1766      | Années 1740       | Suède           | actif dans la mer Baltique pendant la guerre de Succession d'Autriche. |
| Jacquotte Delahaye                                            | XVIIe siècle   | Années 1660       | France          | Delahaye était une boucanière française qui fut l'une des premières femmes boucanières avec Anne Dieu-Le-Veut.                                                                                                 |
| George Dew (en) aussi connu sous George Hout ou George d'Hout |                | Années 1680       | Angleterre      | Boucanier anglais qui rejoignit François Grognier et Pierre le Picard dans leur raid sur Guayaquil en 1687. |
| Diabolito (Petit Diable) (en)                                 | Mort en 1823   | Début XIXe siècle | Cuba            | Pirate cubain actif dans les Caraïbes durant le début du XIXe siècle. L'un des premiers pirates à être traqués par le commodore David Porter et la « flotte des Moustiques » durant le début des années 1820.  |
| Anne Dieu-le-veut                                             | Née en 1650    | 1650-1704         | France          | Elle était à l'origine une des femmes « Filles du Roy » envoyées par le gouvernement français à Tortuga pour devenir épouses de colons.                                                                        |
| Pier Gerlofs Donia                                            | 1480–1520      |                   | Frise Allemagne | Guerrier, pirate, résistant, héros folklorique et rebelle frison. |
| Dragut ou Darghouth ou Turgut Reis                            | 1485–1565      |                   | Empire ottoman  | Corsaire et pirate turc et amiral ottoman ainsi que bey d’Alger, Beylerbey de la Méditerranée, et d'abord Bey puis Pacha de Tripoli.                                                                           |
| Francis Drake                                                 | 1540-1596      | 1563–1596         | Angleterre      | C'était un corsaire élisabéthain considéré comme un pirate par les Espagnols qui l'avaient surnommé « El Draque » ou « El Dragón ».                                                                            |

- Haut – A
- B
- C
- D
- E
- F
- G
- H
- I
- J
- K
- L
- M
- N
- O
- P
- Q
- R
- S
- T
- U
- V
- W
- X
- Y
- Z

### E

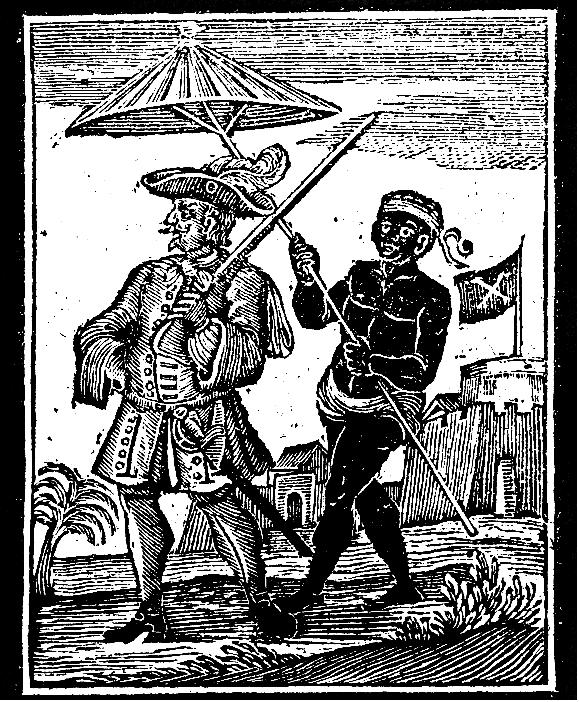
Henry Every (ou Avery) est célèbre pour être l'un des quelques pirates de l'époque à s'être retiré paisiblement avec l'ensemble de son butin, tandis que ses collèges étaient souvent tués ou arrêtés.

| Nom | Vie            | Années d'activité | Pays d'origine      | Commentaires |
| --- | -------------- | ----------------- | ------------------- | --- |
| Peter Easton                                                                                                 | 1570-1619      | 1602              | Angleterre          | Corsaire, puis pirate, qui se retira à Villefranche-sur-Mer avec une fortune estimée à deux millions de livres. |
| Pierre Egron connu sous le pseudonyme Jean Hamelin, Jean Amelin, Jean Amlin ou Hamilton                      | XVIIe siècle   | Années 1680       | France              | Boucanier français actif dans les Caraïbes. Plus tard, traqué par le capitaine John Coxon. |
| Edward England, né Edward Seegar                                                                             | 1690-1720      | 1717-1720         | Irlande             | Différent des autres pirates de cette époque, Edward England ne tuait ses prisonniers que si cela était vraiment nécessaire.                                                                                                   |
| Éric de Poméranie                                                                                            | vers 1381-1459 |                   | Poméranie Allemagne | Premier roi de l'union de Kalmar, il passa ses dernières années sur l'île de Gotland et envoya des expéditions de pirates contre ses amis et ses ennemis.                                                                      |
| Alv Erlingsson                                                                                               | Mort en 1290   |                   | Norvège             | Il fut un favori de la Reine et a commis d'innombrables actes de piraterie au cours de sa vie. |
| Eustache le moine ou Le Moine Noir né Eustache Busket                                                        | 1170–1217      |                   | France              | Il fut mercenaire pour l'Angleterre et la France. C'est une grande figure de la piraterie au Moyen Âge. |
| John Evans (en)                                                                                              | Mort en 1723   | 1722-1723         | Pays de Galles      | Après une carrière décevante en tant que marin honnête, Evans devient pirate, au départ il attaqua des maisons avec un petit canoë.                                                                                            |
| Henry Every aussi connu sous Hanry ou John Avery, Long Ben ou Benjamin Bridgeman, suromné le roi des pirates | 1659-1696      | 1695-1696         | Angleterre          | Célèbre pour être l'un des quelques pirates de l'époque à s'être retiré paisiblement avec l'ensemble de son butin, tandis que ses collègues étaient souvent tués ou arrêtés.                                                   |
| Alexandre Exquemelin                                                                                         | 1645-1707      | 1669-1674 1697    | France              | Écrivain français, surtout connu pour être l'auteur d'un des plus importants livres d'étude sur la piraterie du XVIIe siècle, De Americaensche Zee-Roovers. Il fait partie de l'expédition de 1671, contre la ville de Panama. |

- Haut – A
- B
- C
- D
- E
- F
- G
- H
- I
- J
- K
- L
- M
- N
- O
- P
- Q
- R
- S
- T
- U
- V
- W
- X
- Y
- Z

### F
| Nom                                                      | Vie               | Années d'activité | Pays d'origine | Commentaires |
| -------------------------------------------------------- | ----------------- | ----------------- | -------------- | --- |
| Sadie Farrell (en) dit Sadie the Goat (Sadie la Chèvre)  | ?                 | 1869              | États-Unis     | Un pirate Irlando-Américains de New York et le chef criminel du Charlton Street Gang (en) en 1869. |
| John Fenn                                                | Mort en 1723      | Jusqu'en 1723     | Angleterre     | Navigua avec Bartholomew Roberts et, plus tard, avec Thomas Anstis. |
| Jean Fleury (ou Florin)                                  | mort en 1527      | vers 1521-1527    | France         | Pirate, corsaire et officier de marine sous Jean Ango se saisit de trois navires espagnols transportant des trésors aztèques du Mexique en Espagne en 1523. |
| William Fly (en)                                         | Mort en 1726      | Jusqu'en 1726     | Angleterre     | Opérait au large de la Nouvelle-Angleterre avant d'être capturé et pendu à Boston (Massachusetts). |
| Jean Foccard                                             | XVIIe siècle      | Années 1680       | France         | Pirate et mercenaire corsaire associé de Laurens de Graaf et de Michel de Grandmont. Il les a rejoints lors de l'attaque de Tampico en 1682. |
| James Ford (en)                                          | 1775-1833         | 1799–1833         | États-Unis     | Un dirigeant civique et propriétaire d’entreprise dans l'ouest du Kentucky et le sud de l'Illinois, qui était secrètement le chef d'un gang de pirates fluviaux et de bandits de grand chemin, le long de la rivière Ohio, connu sous le nom de « Ford's Ferry Gang ».     |
| Hezekiah Frith (en) surnommé le « corsaire gentilhomme » | Début XIXe siècle | Années 1790-1800  | Angleterre     | Armateur et contrebandier britannique connu sous le nom de « gentleman privateer » des Bermudes. Il aurait utilisé son entreprise comme couverture pour retenir des cargaisons de la taille d'une cargaison lors d'expéditions de corsaires et amasser une petite fortune. |

- Haut – A
- B
- C
- D
- E
- F
- G
- H
- I
- J
- K
- L
- M
- N
- O
- P
- Q
- R
- S
- T
- U
- V
- W
- X
- Y
- Z

### G
| Nom                                              | Vie                    | Années d'activité      | Pays d'origine       | Commentaires |
| ------------------------------------------------ | ---------------------- | ---------------------- | -------------------- | --- |
| Vincenzo Gambi (en)                              | Mort en 1820           |                        | Italie               | Pirate basé à La Nouvelle-Orléans, il fut associé à Jean Lafitte. |
| Gannascus (en)                                   | Vers 47                | Vers 41-47             | Pays-Bas Cananefates | Soldat Cananefate déserteur qui menait des raids de pirates dans les Chauques dans la province de Gallia Belgica entre 41 et 47, date à laquelle il a est capturé par les Romains. |
| Ángel García dit Cabeza de Perro                 | Née vers 1800          | Décès ¿?               | Espagne              | Pirate espagnol, capturé et fusillé à Santa Cruz de Tenerife, son existence reste toutefois soumise à controverse. |
| Juan García                                      | Mort vers 1622         | Années 1620            | Espagne              | Il accompagna Jan Jacobsen lors de son dernier voyage en 1622. |
| José Gaspar (Gasparilla)                         | 1756-1821              | 1783-1821              | Espagne              | Personnage du folklore de Floride, il n'y a pas de preuves de son existence avant le XXe siècle. |
| Michael Geare                                    | Vers 1565- ?           | vers 1584-1603         | Angleterre           | Chien de mer élisabéthain actif aux Antilles jusqu’au tournant du XVIIe siècle. |
| Gentius                                          | Vers 181-168 av. J.-C. |                        | Illyrie              | A été accusé par les Romains d’organiser et d’aider des raids de pirates en Italie. |
| Charles Gibbs (en)                               | 1798-1831              | 1816-1831              | États-Unis           | L'un des derniers pirates actifs dans les Caraïbes, et la dernière personne exécutée pour piraterie par les États-Unis. |
| Don Pedro Gilbert (en)                           | 1800-1834              | 1832-1834              | Espagne              | Corsaire pour le compte du gouvernement colombien, il devint pirate et participa à la dernière action de piraterie connue de l'Atlantique,. |
| Glaucetas                                        | Vers 315-300 av. J.-C. | Vers 315-300 av. J.-C. | Grèce                | Les inscriptions grecques de la marine athénienne attaquant sa base sur l'île de Kythnos après sa capture ainsi que ses hommes disaient « rendre la mer sûre pour ceux qui y naviguaient ». |
| Nathaniel Gordon (en)                            | 1834-1862              | 1860                   | États-Unis           | Le seul marchand d'esclaves américain à avoir été condamné et exécuté « pour s'être engagé dans la traite négrière » en accord avec la loi sur la piraterie de 1820. |
| Laurens de Graaf ou Laurent de Graaf             | 1653-1704              | 1672-1697              | Provinces-Unies      | Dépeint comme un « corsaire grand et espiègle » par Henry Morgan, de Graaf était un pirate hollandais, mercenaire corsaire, et officier naval au service de la colonie française de Saint-Domingue. |
| Greaves Red Legs (en) ou Greaves "Jambes Rouges" | XVIIe siècle           | Années 1670            | Écosse               | Le surnom de Greaves venait des jambes rouges souvent vues chez les Écossais et les Irlandais qui portaient le kilt en toute occasion. |
| Piers Griffith (en)                              | 1568-1628              | 1600 à 1603            | Pays de Galles       | De 1600 à 1603, Griffith s’opposa activement à la navigation espagnole. |
| François Grognier dit Chasse-Marée ou Cachemarée | mort en 1687           | 1681-1686              | France               | Issu de la famille Grognier, est l'un des plus célèbres flibustiers, corsaire et pirate de la mer des Caraïbes. Il a participé à des expéditions corsaires contre les espagnols avant de voir sa lettre de marque retiré. Il a également participé à des expéditions ambiguë associant pirates et corsaires avec Laurent de Graff, Pierre le Picard, Edward Davis ou encore Michel de Grandmont.                                   |
| Mo Guanfu (Mo Kuan-fu)                           | XVIIIe siècle          | Fin XVIIIe siècle      | Chine                | Pirate chinois dans toute la mer de Chine méridionale à la fin des années 1700. Fils de bûcheron de Suixi (Guangdong), il a été enlevé par les pirates en 1787. Il a été recruté par la dynastie Tay Son en 1788, et est devenu plus tard l'un des subordonnés les plus importants sous Chen Tien-pao, et a obtenu le titre Đông Hải Vương. Il est battu, capturé et exécuté en 1801.                                              |
| Juan Guartem (en)                                | XVIIe siècle           | Années 1670-80         | Espagne              | Renégat et pirate espagnol qui attaqua les établissements espagnols de Nouvelle-Espagne durant la fin du XVIIe siècle, comme Chepo en 1679. Il fut jugé par contumace et condamné pour piraterie avec Edwardo Blomar et Bartolomé Charpes au Panama par le gouverneur don Dionicio Alceda en 1679. |
| Leoncio Prado Gutiérrez (en)                     | 1853–1883              | 1876–1877              | Pérou                | Marin péruvien accompagné de révolutionnaires cubains, a saisi le navire espagnol Moctezuma dans la mer des Caraïbes au nord de Hispaniola. Rebaptisé Cespedes, il n’a pas réussi à libérer Cuba sous domination espagnole. Réalisant que le navire allait être saisi par la marine espagnole, Prado ordonna à ses hommes de partir et alluma un baril de poudre à canon à l'intérieur des installations de stockage de munitions. |

- Haut – A
- B
- C
- D
- E
- F
- G
- H
- I
- J
- K
- L
- M
- N
- O
- P
- Q
- R
- S
- T
- U
- V
- W
- X
- Y
- Z

### H
| Nom                                                                                                 | Vie                         | Années d'activité | Pays d'origine  | Commentaires |
| --------------------------------------------------------------------------------------------------- | --------------------------- | ----------------- | --------------- | --- |
| Catherine Hagerty                                                                                   | Début XIXe siècle           | 1806              | Angleterre      | Condamnées en Australie avec Charlotte Badger. |
| John Halsey                                                                                         | Mort en 1708                | 1705-1708         | Treize Colonies | Corsaire puis pirate actif dans l'océan Atlantique et Indien, Halsey est décrit par Defoe comme « courageux de sa personne, courtois envers tous ses prisonniers, il vécut bien-aimé, et mourut regretté par son propre peuple ». |
| Charles Harris (en)                                                                                 | 1698-1723                   | Jusqu'en 1723     | Angleterre      | Pirate anglais actif dans les années 1720. Il est surtout connu pour son association avec George Lowther et Edward Low. |
| Abdul Hassan                                                                                        | 1969-                       | 2005-             | Somalie         | Pirate somalien surnommé « celui qui ne dort jamais ». Meneur d'un groupe de 350 hommes, les « gardes de la Côte régionale et centrale », actif dans la capture de navires pour des rançons,. |
| Frères Harpe (Joshua Harper dit Micajah "Big" Harpe et William Harper dit Wiley "Little" Harpe (en) | 1768–1804                   | 1775-1804         | États-Unis      | Ces tueurs en série étaient des loyalistes de la révolution américaine, ainsi que des pirates fluviaux et des bandits de grand chemin, qui s'attaquaient aux voyageurs le long de la rivière Ohio et des voies navigables du Tennessee, du Kentucky et de l'Illinois. Les Frères Harpe étaient associés de Samuel Mason (en) et Peter Alston (en).                                                                                       |
| Peter Harris (en)                                                                                   | Mort en 1680                | Années 1670       | Angleterre      | Boucanier anglais et membre de la Pacific Expedition du capitaine Bartholomew Sharp. Tué à Panama en 1680. |
| John Hawkins                                                                                        | 1532–1595                   | 1554, 1564, 1567  | Angleterre      | Chien de mer élisabéthain actif au large des côtes de l'Afrique de l'Ouest et du Venezuela. Son travail dans la conception de navires a été important pendant les menaces d'invasions de l'Armada espagnole. |
| Richard Hawkins                                                                                     | 1562-1622                   | 1593-1594         | Angleterre      | Boucanier anglais et explorateur, pirate et corsaire fait chevalier, il devient amiral anglais et maire de Plymouth. Fils du corsaire et amiral John Hawkins. |
| John Hawley (en)                                                                                    | 1340–1408                   | Années 1380       | Angleterre      | maire de Dartmouth à quatorze reprises, Hawley était à la fois marchand et corsaire agréé, bien qu’il ait souvent été accusé de piraterie. |
| Bully Hayes (en)                                                                                    | 1829-1877                   | 1850-1877         | États-Unis      | Pirate de la mer du Sud, qui pratiqua l'esclavage dans le Pacifique Sud, et pilla des navires. |
| Piet Hein                                                                                           | 1577–1629                   | 1628              | Provinces-Unies | Capturé par les Espagnols, il sert comme esclave galérien pendant quatre ans. Il captura plus tard 11 509 524 florins de la flotte du trésor espagnol. |
| Magnus Heinason                                                                                     | 1545–1589                   |                   | Îles Féroé      | Héros naval et corsaire féringien, qui a été exécuté pour piraterie, bien que les accusations aient été abandonnées par la suite. |
| Moses Cohen Henriques                                                                               | Début XVIIe siècle          | Années 1620-1630  | Provinces-Unies | Corsaire et pirate hollandais d'origine juive séfarade portugaise, actif dans les Caraïbes contre les Espagnols et les Portugais. Il a collaboré avec Henry Morgan. |
| Klein Henszlein                                                                                     | Mort en 1573                | Jusqu'en 1573     | Allemagne       | Pirate du XVIe siècle qui a écumé la mer du Nord jusqu'à sa capture par une flotte de Hambourg |
| Albert W. Hicks                                                                                     | 1820-1860                   | 1840-1860         | États-Unis      | Pirate qui pilla les convois d'or durant la ruée vers l'or en Californie. Il fut pendu à Liberty Island en 1860. |
| Benjamin Hornigold                                                                                  | Mort en 1719                | 1713-1719         | Angleterre      | Pirate anglais du début du XVIIIe siècle. Connu pour avoir été moins agressif que les autres pirates, Hornigold attaqua un jour un navire dans le seul but de s'emparer des chapeaux de l'équipage,. Sa carrière de pirate est relativement courte, de 1713 à 1718. Il obtient un pardon royal et se fait alors chasseur de pirate, corsaire pour le compte de Woodes Rogers, gouverneur des Bahamas. Il meurt dans un naufrage en 1719. |
| Thomas Howard                                                                                       | XVIIe siècle -XVIIIe siècle | 1698-1703         | Angleterre      | Thomas Howard a servi sous George Booth et John Bowen et commanda plus tard le Prosperous. |
| Pugsey Hurley (en)                                                                                  | 1846–après 1886             | 1865?–après 1886  | États-Unis      | C'était un cambrioleur américain d’origine anglaise, pirate de rivière et figure de la pègre à New York du milieu à la fin du XIXe siècle. C'était aussi un voyou du front de mer dont la carrière criminelle a duré plus de deux décennies. Il a surtout gagné en notoriété en tant que membre du Patsy Conroy Gang (en). |

- Haut – A
- B
- C
- D
- E
- F
- G
- H
- I
- J
- K
- L
- M
- N
- O
- P
- Q
- R
- S
- T
- U
- V
- W
- X
- Y
- Z

### I
| Nom                                                              | Vie       | Années d'activité                     | Pays d'origine  | Commentaires |
| ---------------------------------------------------------------- | --------- | ------------------------------------- | --------------- | --- |
| Cheng I, Zheng Yi ou Cheng Yud née Zheng Wenxian, surnommé Youyi | 1765-1807 | Fin XVIIIe siècle - Début XIXe siècle | Chine           | Pirate opérant sur les côtes chinoises aux XVIIIe et XIXe siècles. Il a enlevé et adopté Cheung Po Tsai, marié à Ching Shih. Commande 300 jonques et jusqu'à 40 000 hommes. |
| Richard Ingle (en)                                               | 1609-1653 | 1644–1653                             | États-Unis      | Corsaire et pirate du Maryland. Dans une extension de la Grande Rébellion dans la colonie catholique du Maryland, lui et les colons puritains attaquèrent des navires appartenant à des catholiques et au gouverneur colonial Lord Baltimore. Ingle a brièvement pris le contrôle de la capitale du Maryland (en) et a ensuite été pendu pour piraterie. |
| Pieter Ita                                                       | ?         | 1628-1630                             | Provinces-Unies | Il a commandé l'une des premières et des plus grandes expéditions contre le Portugal et l'Espagne dans les Caraïbes en 1628. |

- Haut – A
- B
- C
- D
- E
- F
- G
- H
- I
- J
- K
- L
- M
- N
- O
- P
- Q
- R
- S
- T
- U
- V
- W
- X
- Y
- Z

### J

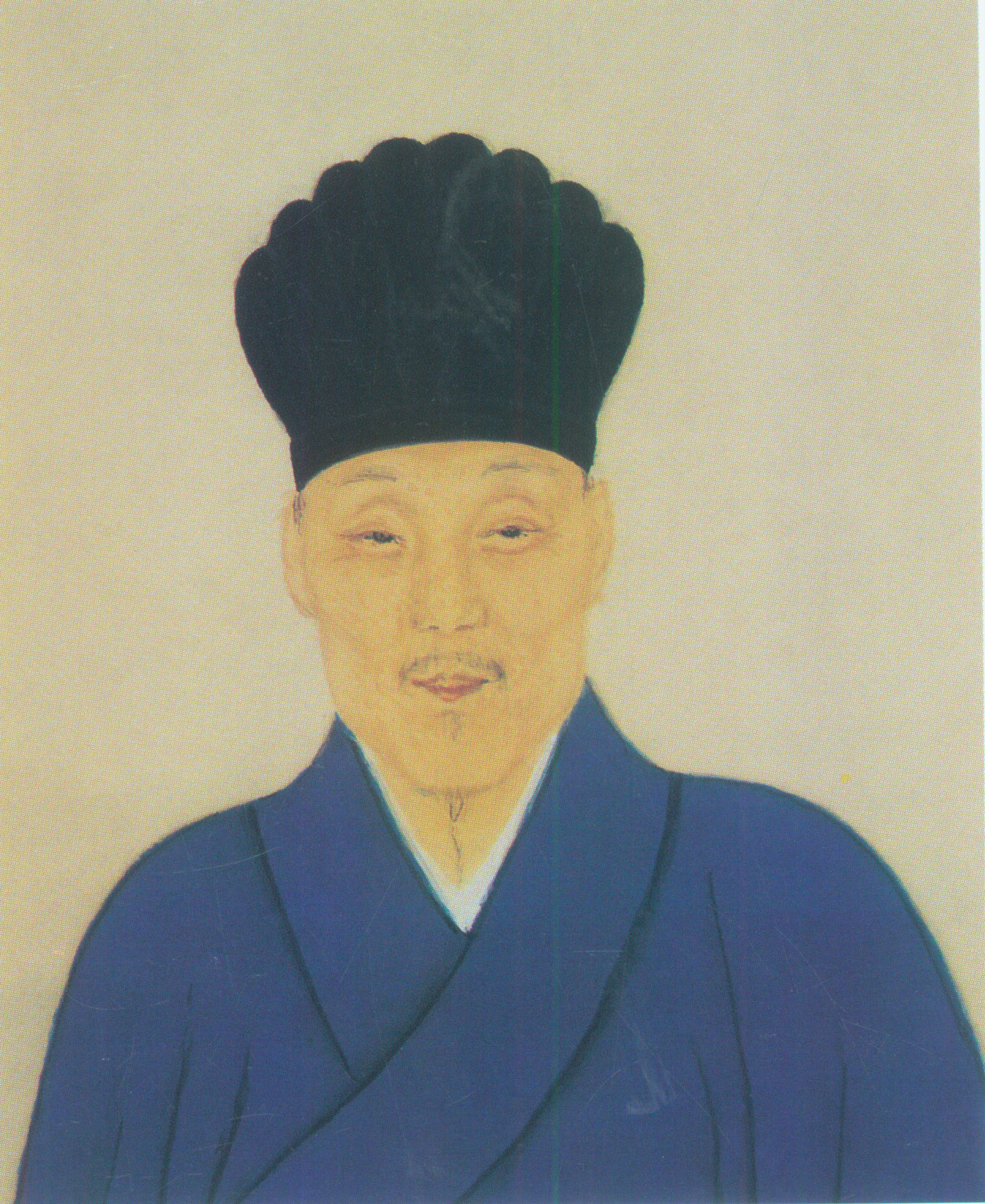
Zheng Jing.

| Nom                                                                                           | Vie            | Années d'activité | Pays d'origine   | Commentaires |
| --------------------------------------------------------------------------------------------- | -------------- | ----------------- | ---------------- | --- |
| Rahmah bin Jabir al-Jalahimah                                                                 | 1760-1826      | 1780-1826         | Koweït           | Le plus célèbre pirate du golfe Persique, il fut gouverneur de Dammam et s'engagea dans la piraterie contre Al-Khalifa de Bahreïn. |
| Jan Jacobsen                                                                                  | Mort vers 1622 | Années 1610-1620  | Flandre Pays-Bas | Corsaire d’origine flamande au service de l'anglais pendant la guerre de Quatre-Vingts Ans. |
| Jan Janszoon ou Jan Janssen, Jan Janz, John Barber, capitaine John, Mourad Rais ou Murad Reis | 1570–1641      |                   | Provinces-Unies  | Il combattait au Maroc, et s'est converti à l'islam après avoir été capturé par un État maure en 1618. Il devient par la suite pirate à Salé où il est, entre 1624 et 1627, le grand amiral de la république de Salé. |
| Wijerd Jelckama                                                                               | 1490–1523      |                   | Frise Allemagne  | Neveu de Pier Gerlofs Donia (aussi appelé Grutte Pier), il combat les envahisseurs saxons et hollandais. |
| Henry Jennings                                                                                | Mort en 1745   | 1714-1718         | Angleterre       | Corsaire devenu pirate. Il sera gouverneur du « paradis de pirates » de New Providence, Henry Jennings se rendit coupable de deux actes de piraterie – gagnant une fortune de 410 000 pesos. |
| Zheng Jing (Cheng Chin)                                                                       | 1643-1682      | 1662-1682         | Chine            | Pirate chinois et seigneur de guerre. L'aîné des fils de Koxinga et petit-fils de Zheng Zhilong, il succéda à son père en tant que gouverneur de Tainan et occupa brièvement Fukien. |
| Daniel Johnson (pirate) (en)                                                                  | 1629-1675      | 1657-1675         | Angleterre       | Surnommé « Johnson la Terreur » par les Espagnols. |
| Bill Johnston (en)                                                                            | 1782-1870      | 1810-1860         | États-Unis       | Surnommé le « pirate des Mille-Îles ». |
| Turn Joe                                                                                      | XVIIIe siècle  | 1718              | Irlande          | Pirate et corsaire irlandais qui a tourné le dos aux Anglais pour se mettre au service des Espagnols en tant que corsaire de la guarda costa dans les Caraïbes. |
| 'Cornelis Corneliszoon Jol surnommé El Pirata, ou Jambe de bois                               | 1597–1641      | Années 1630-1640  | Pays-Bas         | Corsaire hollandais victorieux contre les Espagnols aux Antilles. L’un des premiers à utiliser une Jambe de bois. |
| Edward Jordan (en)                                                                            | 1771-1809      | 1794-1809         | Canada           | Pirate canado-irlandais de Nouvelle-Écosse. |
| Jorgen Jorgensen                                                                              | 1780-1841      | 1807-1808         | Danemark         | Aventurier danois et écrivain, il fut capturé par les Britanniques pour piraterie durant les guerres napoléoniennes. |
| John Julian (en)                                                                              | 1701-1733      | 1716-1717         | Mosquitos        | Premier pirate métis amérindien à opérer au Nouveau Monde. Il a débuté en rejoignant Samuel Bellamy puis pris le commandement du Whydah à l'âge de 16 ans. Il est emprisonné à Boston puis vendu comme esclave à plusieurs propriétaires. Il a souvent tenté de s'échapper. Au cours d'une tentative, il a tué un chasseur de primes qui tentait de l'attraper, il a été capturé par un groupe de bandits et pendu le 22 mars 1733. |

- Haut – A
- B
- C
- D
- E
- F
- G
- H
- I
- J
- K
- L
- M
- N
- O
- P
- Q
- R
- S
- T
- U
- V
- W
- X
- Y
- Z

### K
| Nom                                                                               | Vie                            | Années d'activité | Pays d'origine | Commentaires |
| --------------------------------------------------------------------------------- | ------------------------------ | ----------------- | -------------- | --- |
| James Kelly (en) aussi connu sous le nom James Gilliam                            | Mort en 1701                   | Jusqu'en 1699     | Angleterre     | Actif dans l'océan Indien, James Kelly fut longtemps associé à William Kidd. |
| Shirahama Kenki (en)                                                              | XVIe siècle-début XVIIe siècle |                   | Japon          | Pirate japonais et l'un des premiers Japonais avec qui le royaume sud-vietnamien des seigneurs Nguyễn a pris contact. |
| Lawrence Kemys (en)                                                               | Mort vers 1618                 | 1595/1596–1617    | Angleterre     | Lawrence Keymys était un marin et compagnon de Sir Walter Raleigh dans ses expéditions à la colonie espagnole de Guyana (également appelée Guyane espagnole) en 1595 et 1617 à la recherche de l'Eldorado, dans le Venezuela actuel. Lors d'une autre expédition en 1596, il mena une attaque à l'intérieur des terres de Guyana le long des rives de la rivière Essequibo, atteignant ce qu'il croyait à tort être le lac Parimé |
| William Kidd, dit Capitaine Kidd                                                  | 1645-1701                      | 1695-1699         | Écosse         | Bien que les historiens modernes discutent de la légitimité de son jugement et de son exécution, la rumeur du trésor enterré de capitaine Kidd a procuré à l'homme une légende de grand pirate. Ses biens furent réclamés par la Couronne et donnés au Royal Hospital de Greenwich, par la reine Anne,. |
| William Knight (en)                                                               | XVIIe siècle                   | 1684-1686         | Angleterre     | Avec Edward Davis, il participa à la dernière grande attaque boucanière sur les Espagnols. |
| Zhèng Chénggōng, plus connu sous son nom en hokkien Koxinga, surnommé Guó xìng yé | 1624-1662                      | XVIIe siècle      | Chine          | Pirate et général chinois, née Japon et mort à Taiwan. Il est le fils de Zheng Zhilong et le père de Zheng Jing. |

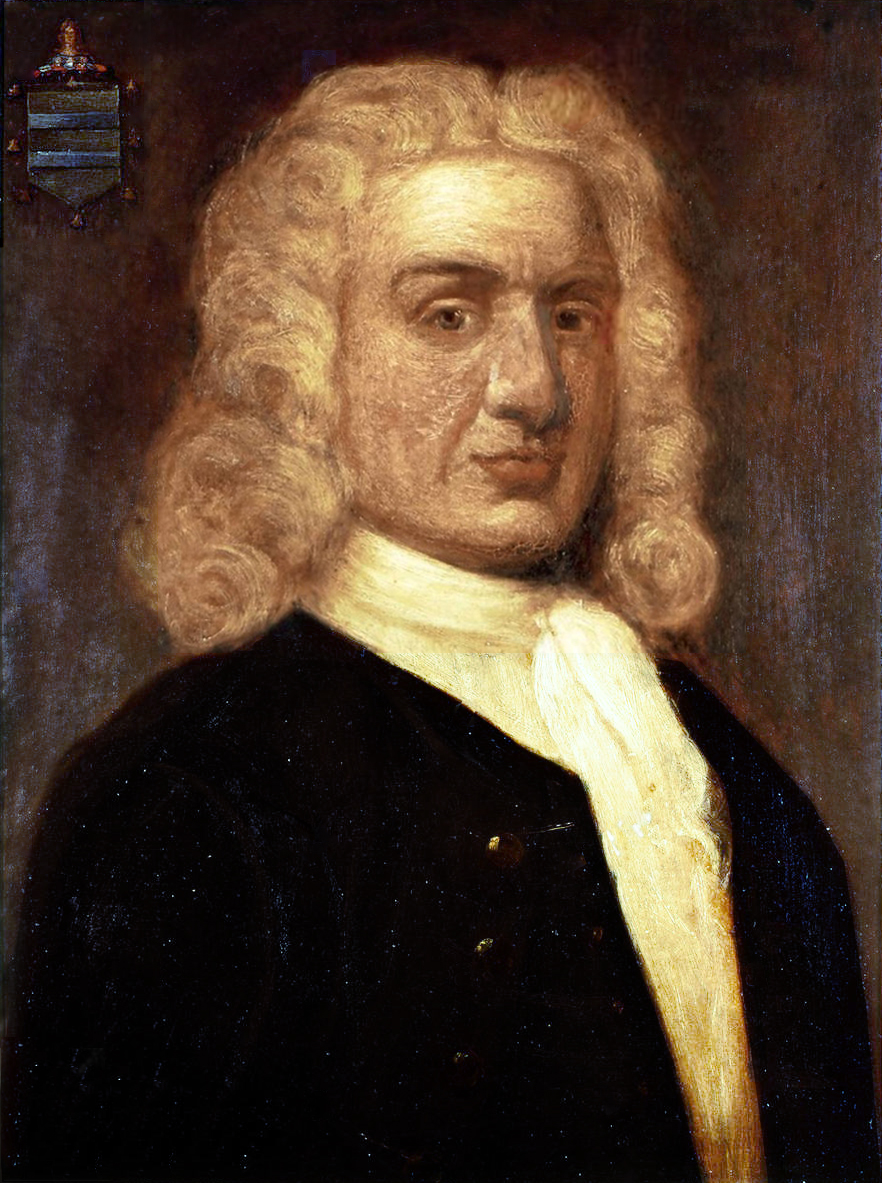
Bien que les historiens modernes discutent de la légitimité de son jugement et de son exécution, la rumeur du trésor enterré du capitaine Kidd a procuré à l'homme une légende de grand pirate.

| William Kyd                                                                       |                                | Années 1430-50    | Angleterre     | Pirate anglais actif en Angleterre du Sud-Ouest, pendant une vingtaine d'années, durant le milieu du XVe siècle. Sa technique était de s'emparer dans la Manche, de tout navire, breton, normand ou anglais, et de chercher à vendre ses prises au plus vite. |

- Haut – A
- B
- C
- D
- E
- F
- G
- H
- I
- J
- K
- L
- M
- N
- O
- P
- Q
- R
- S
- T
- U
- V
- W
- X
- Y
- Z

### L

James Lancaster.

| Nom                                            | Vie                         | Années d'activité             | Pays d'origine  | Commentaires |
| ---------------------------------------------- | --------------------------- | ----------------------------- | --------------- | --- |
| Montigny La Palisse                            | XVIIe siècle -XVIIIe siècle | 1720-1721                     | France          | Un des capitaines de Bartholomew Roberts. |
| Jean-François de La Rocque de Roberval         | 1500–1560                   | 1623–1645                     | France          | Noble et aventurier qui, grâce à son amitié avec le roi François, devient le premier lieutenant général de la Nouvelle-France. En tant que pirate et corsaire, il attaqua les villes et les navires dans tout le Main espagnol (en), de Cuba à la Colombie. Il mourut à Paris comme l'un des premiers martyrs huguenots. |
| Jean Lafitte                                   | 1776-1826?                  | 1803-1815 et 1817-années 1820 | France          | Pirate français d'origine juive, actif dans le golfe du Mexique durant le début des années 1800. Fugitif recherché par les États-Unis, il participa à la bataille de La Nouvelle-Orléans. |
| Pierre Lafitte (en)                            | 1770-1821                   | 1803-1821                     | France          | Pirate français, beaucoup moins connu que son frère Jean Lafitte, actif principalement dans le golfe du Mexique. |
| Lai Choi San (signifiant Montagne de Richesse) | XIXe siècle-xxe siècle      | Début xxe siècle              | Chine           | Pirate chinoise du xxe siècle. La seule preuve de son existence est sa mention par Aleko Lilius en 1931. Elle commandait une flotte d'une douzaine de jonques dans le secteur de Macao et en mer de Chine méridionale durant l'entre-deux-guerres. Bien que sa flotte fût basée en mer de Chine méridionale, elle naviguait en mer de Chine orientale et parfois en mer de Sulu près de Palawan.                                               |
| Sir James Lancaster                            | 1554-1618                   | 1591-1603                     | Angleterre      | Chien de mer anglais actif aux côtés de Francis Drake durant la fin du XVIe siècle, il a été corsaire, explorateur, pirate et directeur de la compagnie anglaise des Indes orientales. |
| François Le Clerc (Jambe-de-Bois)              | Mort en 1563                | Années 1550-1560              | France          | Corsaire et pirate normand, surnommé « Jambe de Bois », il est connu pour le sac de Santiago de Cuba en 1554. |
| Pierre Le Grand (en)                           | XVIIe siècle                |                               | France          | Sa seule attaque documentée est celle d'un galion espagnol, ainsi, son existence est discutée. |
| Guillaume Le Testu ou Guillaume Têtu           | 1509–1573                   | Années 1560-1570              | France          | Cet explorateur et cartographe serait le premier navigateur à avoir cartographier l'Australie en 1531. |
| Pierre Lelong                                  | XVIIe siècle                |                               | France          | Flibustier, fondateur en 1670 avec une douzaine d'aventuriers de la première colonie française du Cap Français |
| Olivier Levasseur (La Buse)                    | 1680-1730                   | 1716-1730                     | France          | Actif dans l'océan Indien, plus particulièrement l'île de la Réunion autrefois nommée île Bourbon.Surnommé « la Buse » pour la rapidité avec laquelle il attaquait ses proies, Olivier Levasseur a laissé un message énigmatique qui n'a pas été décrypté à ce jour,. |
| Limahong, Lim Hong ou Lin Feng                 | Mort en 1575                | XVIe siècle                   | Chine           | Pirate et seigneur de la guerre chinois qui a envahi le nord des Philippines en 1574. Il s'était fait une réputation par des raids incessants contre les ports du Guangdong, du Fujian et du sud de la Chine. |
| Maria Lindsey                                  | XVIIIe siècle               | Années 1720-1740              | Angleterre      | Maria Lindsey et son mari, Eric Cobham, opéraient dans le golfe du Saint-Laurent. |
| Narciso López                                  | 1797–1851                   | 1850–1851                     | Venezuela       | Aventurier vénézuélien, qui a enrôlé aux États-Unis environ six cents flibustiers et atteint avec succès Cuba en mai 1850 pour libérer l'île de la domination de la Couronne espagnole. Ses troupes prirent la ville de Cárdenas, portant un drapeau que López avait demandé, qui devint plus tard la bannière de Cuba moderne. Après une autre tentative infructueuse de libérer Cuba, il est exécuté à La Havane par les royalistes en 1851. |
| Sam Hall Lord où Sam Lord (en)                 | 1778-1844                   | Années 1800-1840              | Barbade         | Sam Lord est le plus célèbre boucanier de l'île de la Barbade. |
| Peter Love                                     | Mort en 1610                |                               | Angleterre      | Pirate anglais qui était basé aux Hébrides extérieures et qui fut actif autour de l'Irlande et de l'Écosse. Il est représenté par le hors-la-loi Neil MacLeod et exécuté en 1610. |
| Edward « Ned » Low, Lowe ou Loe                | 1690-1724                   | 1721-1724                     | Angleterre      | Pirate connu pour les tortures qu'il infligeait, ses méthodes étaient décrites comme ayant « fait crédit à l'ingéniosité de l'Inquisition espagnole dans ses jours les plus sombres »,. Edward Low (c. 1690 – c. 1724) est un pirate célèbre pour sa cruauté pendant l'âge d'or de la piraterie. Son pavillon porte un squelette rouge sur fond noir.                                                                                          |
| George Lowther                                 | Mort en 1723                | Jusqu'en 1723                 | Angleterre      | Actif dans les Caraïbes et l'Atlantique, parmi ses lieutenants se trouvait Edward Low,. |
| Hendrick Lucifer                               | 1583-1627                   | 1627                          | Provinces-Unies | Hendrick Lucifer s'est emparé d'une fortune de 1,2 million de florins d'une flotte venant du Honduras, mais il fut mortellement blessé pendant la bataille. |
| Raveneau de Lussan                             | Né en 1663                  | 1684-1688                     | France          | Un noble ayant perdu toute sa fortune qui attaquait des cibles en Amérique centrale. |
| Kazimierz Lux (en)                             | 1780-1846                   | 1803-1819                     | Pologne         | Le Pirate polonais des Caraïbes. |
| James Long (en)                                | 1793-1822                   | 1819-1822                     | États-Unis      | Flibustier américain qui a tenté à deux reprises, en 1819 et 1821 de conquérir le Texas espagnol puis mexicain. |

- Haut – A
- B
- C
- D
- E
- F
- G
- H
- I
- J
- K
- L
- M
- N
- O
- P
- Q
- R
- S
- T
- U
- V
- W
- X
- Y
- Z

### M

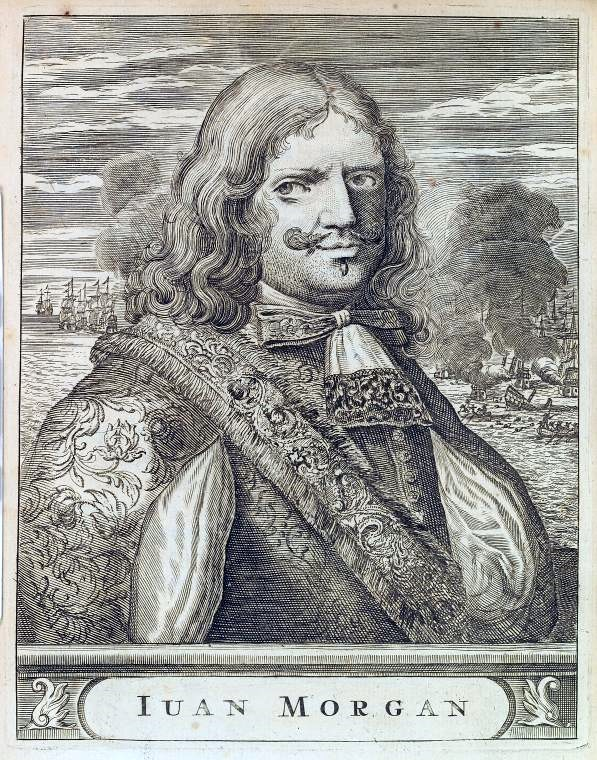
Henry Morgan était un corsaire (et pirate) qui se retira et devint lieutenant gouverneur de Jamaïque.

| Nom                                 | Vie             | Années d'activité | Pays d'origine  | Commentaires |
| ----------------------------------- | --------------- | ----------------- | --------------- | --- |
| Sir Henry Mainwaring                | 1587-1653       | 1610-1616         | Angleterre      | Corsaire et chasseur de pirates anglais. Sa flotte de pirates a rompu la trêve entre l'Angleterre et l'Espagne après la guerre anglo-espagnole. |
| Edward Mansvelt (Mansfield)         | Mort en 1666    | Années 1650-1660  | Provinces-Unies | Boucanier hollandais au service de l'Angleterre. Amiral des « Frères de la côte », Mansvelt fut le mentor d'Henry Morgan qui lui succéda après sa mort. |
| Jean Marant                         | XIVe siècle     | XIVe siècle       | France          | pirate et corsaire boulonnais qui s’illustra pendant la guerre de Cent Ans, ravitaillant Calais puis en capturant une escadre anglaise après la reddition de la ville. |
| David Marteen (en)                  | XVIIe siècle    | 1651-1672         | Provinces-Unies | Pirate et corsaire hollandais, Seul non-Anglais à avoir participé aux raids contre les bastions espagnols des actuels Mexico et Nicaragua aux côtés d'Henri Morgan. |
| Jean Martel (en)                    | ?               | 1713-1718         | France          | |
| Samuel Mason (en)                   | 1739-1803       | Jusqu'en 1803     | États-Unis      | Initialement juge associé en Virginie, Mason devint un voleur de grand chemin et un pirate de haute mer. |
| Gödeke Michels                      | Mort en 1402    | Jusqu'en 1402     | Allemagne       | Un pirate allemand et l'un des meneurs des frères des victuailles. Exécuté à Hambourg en 1402. |
| Daniel Montbars dit L'exterminateur | 1645-1701?      | Années 1660-1670  | France          | Ancien officier naval et aventurier français, il s'engagea dans une violente et destructrice guerre contre l'Espagne aux Caraïbes. Sa haine des Espagnols lui a valu le surnom de « Montbars l'exterminateur ». |
| Étienne de Montauban                | 1660- vers 1700 | 1691-1695         | France          | Flibustier, corsaire et pirate Français actif dans les Caraïbes et au large des côtes de l'Afrique de l'Ouest. Souvent appelé sieur de Montauban (parfois Montauband), il a écrit un récit de ses voyages y compris sa survie à un naufrage. |
| Christopher Moody                   | 1694-1722       | 1713-1718         | Angleterre      | Actif au large de la Caroline du Nord et du Sud, Moody ne faisait aucun quartier aux prisonniers et arborait un drapeau rouge. |
| Sir Henry Morgan                    | 1635-1688       | 1663-1674         | Pays de Galles  | Pirate gallois et corsaire anglais célèbre qui mit à sac la ville de Panama, puis qui se retira et devint lieutenant gouverneur de Jamaïque,. |
| John Morris où Morrice (en)         | XVIIe siècle    | 1663-1672         | Angleterre      | Habile pilote, il servit avec Christopher Myngs et Henry Morgan. Lors du sac de Panama, il mène, avec Laurens Prins, l'avant-garde, composé de 300 boucaniers, contre les troupes espagnole chargées de défendre la ville. Il devient par la suite un chasseur de pirates. |
| Sir Christopher Myngs               | 1625-1666       | Années 1650-1660  | Angleterre      | Décrit comme « déséquilibré et faux » par le gouverneur de la Jamaïque, Myngs devint pourtant amiral de la Royal Navy, mais se comporte comme un pirate, pillant les villes côtières du Vénézuela. Sur la plainte des Espagnols, il est arrêté et renvoyé en Angleterre. Il obtient le pardon du roi Charles II qui lui remet une lettre de marque et lui confie le commandement du corsaire Centurion. |

- Haut – A
- B
- C
- D
- E
- F
- G
- H
- I
- J
- K
- L
- M
- N
- O
- P
- Q
- R
- S
- T
- U
- V
- W
- X
- Y
- Z

### N
| Nom                   | Vie       | Années d'activité     | Pays d'origine | Commentaires |
| --------------------- | --------- | --------------------- | -------------- | --- |
| Peter de Neumann (en) | 1917-1972 | 21 juin 1941          | Royaume-Uni    | Second officier à bord du navire Criton de la Royal Navy (capturé par la France de Vichy). Surnommé « l'homme de Timbuctoo »,. |
| Gan Ning              | 175–218   | 190–197               | Chine          | Son navire avait des cloches dont le son effrayait les futures victimes. |
| Nathaniel North       | 1671-1716 | 1689-1704 ; 1707-1709 | Bermudes       | Connu pour son activité dans l'océan Indien et la mer Rouge, notamment aux côtés de John Bowen, à qui il succéda à la tête du Defiant. Il est mort à Madagascar après 1709. |
| Roger North (en)      | 1585–1652 | 1617                  | Angleterre     | Roger North était un compagnon de Walter Raleigh dans ses expéditions à la colonie espagnole de Guyana (également appelée Guyane espagnole) en 1595 et 1617 à la recherche de l'Eldorado, dans le Venezuela actuel. En 1619, il demanda des lettres patentes l'autorisant à établir le droit du roi sur la côte et le pays adjacents au fleuve Amazone, d’y fonder une plantation ou une colonie, et d’ouvrir un commerce direct avec les indigènes. |
| John Nutt             |           | 1620-1623             | Angleterre     | Pirate anglais actif à Terre-Neuve. |

- Haut – A
- B
- C
- D
- E
- F
- G
- H
- I
- J
- K
- L
- M
- N
- O
- P
- Q
- R
- S
- T
- U
- V
- W
- X
- Y
- Z

### O

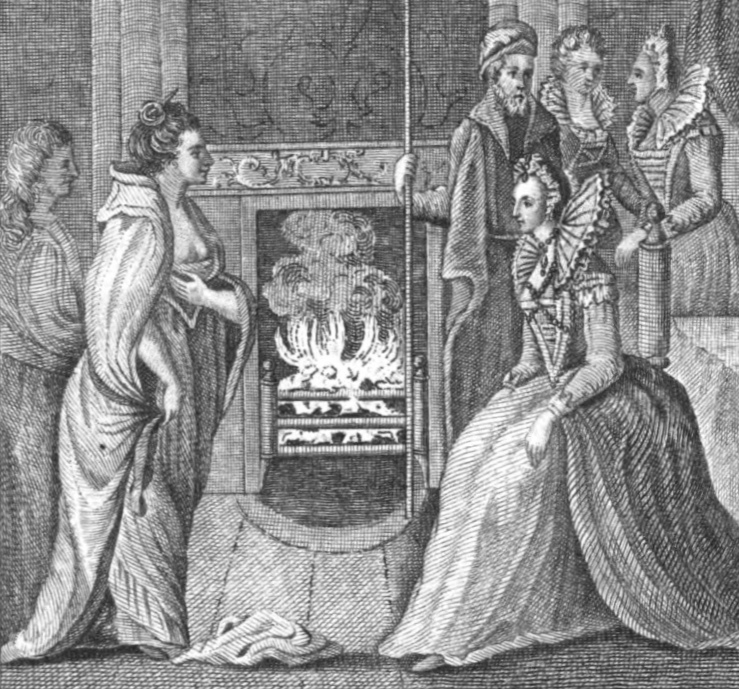
Gráinne O'Malley (à gauche du cadre).

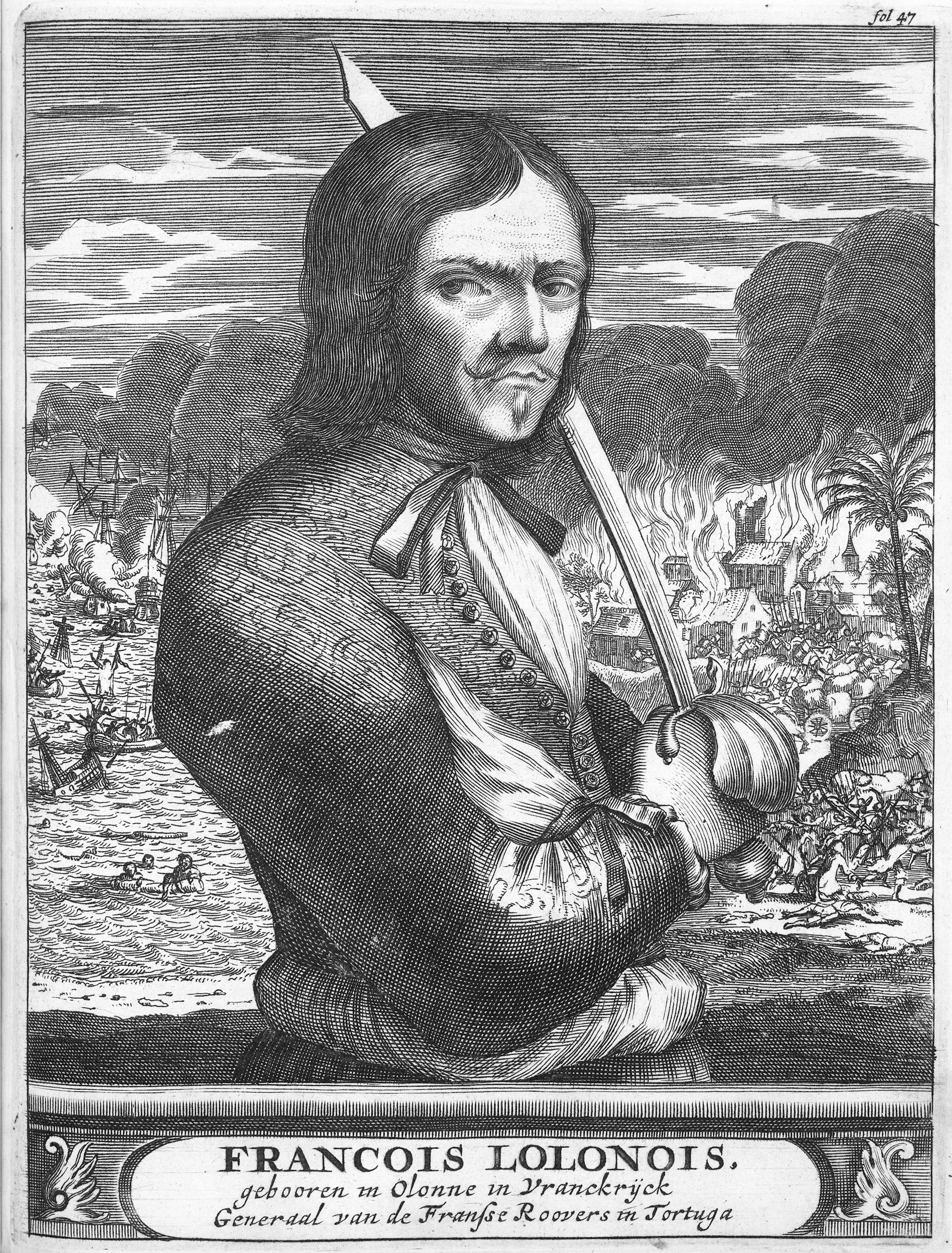
François l'Ollonais était surnommé le « fléau des Espagnols » et était connu pour sa brutalité – il ne faisait jamais de prisonniers.

| Nom                                                             | Vie       | Années d'activité  | Pays d'origine | Commentaires |
| --------------------------------------------------------------- | --------- | ------------------ | -------------- | --- |
| François l'Olonnais ou le fléau des Espagnols né Jean-David Nau | 1635-1668 | 1660-1668          | France         | Boucanier devenu flibustier, il est connu pour sa prise de Maracaïbo (1666) et ses actes sanguinaires. Selon Exquemelin, il est mort des mains d'indiens anthropophages.                                   |
| Gráinne O'Malley (Gráinne Ní Mháille)                           | 1530-1603 | Années 1560 à 1600 | Irlande        | Importante figure du folklore irlandais,. |
| John Oxenham                                                    | 1536–1580 | Années 1570-1600   | Angleterre     | Chien de mer élisabéthain, associé de Sir Francis Drake pendant les premières années de la guerre anglo-espagnole. Il est le premier aventurier non espagnol à franchir l'isthme de Panama à pied en 1575. |

- Haut – A
- B
- C
- D
- E
- F
- G
- H
- I
- J
- K
- L
- M
- N
- O
- P
- Q
- R
- S
- T
- U
- V
- W
- X
- Y
- Z

### P

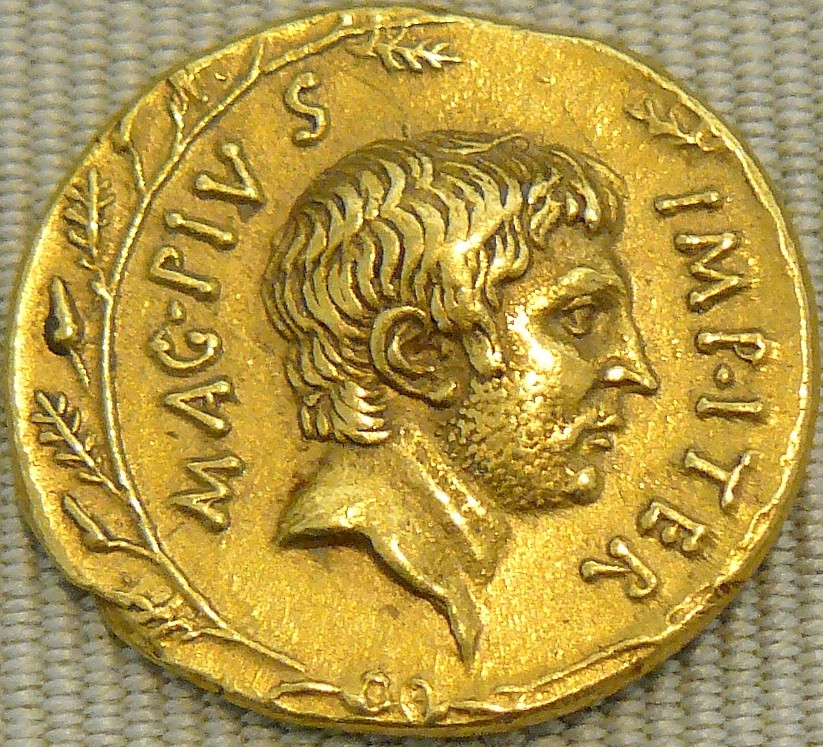
Aureus de Sextus Pompée émis en Sicile vers 36 av. J.-C.

| Nom                                          | Vie                   | Années d'activité | Pays d'origine    | Commentaires |
| -------------------------------------------- | --------------------- | ----------------- | ----------------- | --- |
| William Parker                               | mort en 1618          | Années 1590-1600  | Angleterre        | Chien de mer élisabéthain actif aux Antilles, capturé à Portobelo en 1602.                                                                                      |
| Uluç Ali Paşa né Giovanni Dionigi Galeni     | 1519–1587             | 1536–1550         | Empire ottoman    | Pirate et corsaire musulman d’origine italienne, qui devint plus tard un amiral ottoman et un amiral en chef (de la flotte ottomane au XVIe siècle.             |
| Giacomo de Pellegrino                        | XIVe siècle           | 1356-1372         | Royaume de Sicile | Engagé par le roi de Sicile Frédéric III contre les génois, il est capitaine royal à Malte, il tombe en disgrâce et poursuit ses activités comme pirate.        |
| John Phillips (en)                           | Mort le 18 avril 1724 | 1721-1724         | Angleterre        | Il est connu pour les articles de son navire, le Revenge, l'un des rares ensembles complets d'articles de pirates à avoir survécu à l'âge d'or de la piraterie. |
| Denys le Phocéen                             |                       | 494 av. J.-C.     | Grèce             | Marin phocéen actif contre les marchands carthaginois et tyrrhéniens.                                                                                           |
| Démétrios de Pharos                          | Mort en 214 av. J.-C. |                   | Pharos Croatie    | Ses actions ont précipité la seconde guerre d'Illyrie. |
| Pierre le Picard                             | 1624-1690 ?           | Années 1660-1690  | France            | Officier de l'Ollonais, lui et Moïse Vauquelin ont poursuivi une carrière à leur propre compte. Il participa plus tard à la première Guerre intercoloniale.     |
| Didrik Pining                                | vers 1430-1491        |                   | Allemagne         | Pirate et corsaire opérant en mer du Nord, souvent associé à Hans Pothorst.                                                                                     |
| James Plaintain où James Plantain (en)       | Début XVIIIe siècle   |                   | Danemark          | James Plantain dirigea l'île de Madagascar entre 1725 et 1728, d'abord par la peur, et fut surnommé « roi de Ranter Bay ».                                      |
| Pedro de la Plesa                            | Vers 1622             | Années 1620       | Espagne           | Avec Juan García il rejoint Jan Jacobsen lors de son dernier voyage en 1622.                                                                                    |
| Chevalier du Plessis                         | Mort en 1668          | Années 1660       | France            | Pirate français actif aux Indes occidentales. Tué en combattant un navire espagnol de 36 pièces de canons. Moïse Vauquelin lui succéda après sa mort.           |
| Cheung Po Tsai (Tsai significant "l'enfant") | 1783-1822             | 1800-1810         | Chine             | Actif sur la côte du Guangdong où on prétend qu'il commandait une flotte de 300 jonques. Fils adoptif de Cheng I, marié à sa belle mère Ching Shih.             |
| Sextus Pompée                                | Mort en 35 av. J.-C.  |                   | Rome antique      | Il fut le dernier opposant au second triumvirat. |
| Bartolomeo Portuguès (en)                    | Né en 1630            | 1666-1669         | Portugal          | L'un des premiers pirates à respecter la chasse-partie (ou code des pirates).                                                                                   |
| Hans Pothorst                                | vers 1440-1490        |                   | Allemagne         | Pirate et corsaire opérant en mer du Nord, souvent associé à Didrik Pining.                                                                                     |
| Thomas Pound                                 | Mort en 1703          | 1689              | Angleterre        | Commanda brièvement un petit navire près du Massachusetts avant d'être capturé.                                                                                 |
| Lawrence Prince ou Laurens Prins             |                       | Années 1650-1670  | Provinces-Unies   | Pirate, boucanier et corsaire hollandais au service de l'Angleterre. Officier d'Henry Morgan, il participe en 1671 au sac de Panama.                            |

- Haut – A
- B
- C
- D
- E
- F
- G
- H
- I
- J
- K
- L
- M
- N
- O
- P
- Q
- R
- S
- T
- U
- V
- W
- X
- Y
- Z

### Q
| Nom                                                 | Vie       | Années d'activité                     | Pays d'origine | Commentaires |
| --------------------------------------------------- | --------- | ------------------------------------- | -------------- | --- |
| John Quelch                                         | 1666-1704 | 1703-1704                             | Angleterre     | Quelch fut la première personne jugée pour piraterie à l'extérieur de l'Angleterre en vertu du droit maritime et donc sans jury. |
| Zheng Qi, Ching Tsih ou Cheng Chi né Zheng Yaohuang | 1760-1802 | Fin XVIIIe siècle - Début XIXe siècle | Chine          | Pirate chinois opérant depuis Canton (Guangdong) et dans toute la mer de Chine méridionale à la fin des années 1700. Il était le septième fils d'un pirate appelé Zheng Lianfu. Zheng Qi s'est impliqué dans le siège de Đồng Hới, et sa flotte a été vaincue à l'embouchure de la rivière Nhật Lệ par le célèbre général Nguyễn Văn Trương, il a dû fuir vers sa base. En septembre 1802, il est capturé avec Liang Wen-keng et Fan Wen-tsai, puis exécuté par la dynastie Nguyen. |
| Cai Qian (en pinyin Cài Qiān)                       | 1761-1809 | Fin XVIIIe siècle - Début XIXe siècle | Chine          | Marchand maritime chinois, considéré comme pirate durant la dynastie Qing. |

- Haut – A
- B
- C
- D
- E
- F
- G
- H
- I
- J
- K
- L
- M
- N
- O
- P
- Q
- R
- S
- T
- U
- V
- W
- X
- Y
- Z

### R
| Nom                                                                       | Vie                         | Années d'activité           | Pays d'origine  | Commentaires |
| ------------------------------------------------------------------------- | --------------------------- | --------------------------- | --------------- | --- |
| John ou Jack Rackham dit "Calico Jack"                                    | 1682-1720                   | Jusqu'en 1720               | Angleterre      | Il doit son surnom aux vêtements très colorés faits de calicot,. |
| Murat Rais, Mourad Raïs, Murat Rais, Mouard ou capitaine Mourad           | 1506–1608                   | 1534–1608                   | Albanie         | Pirate et corsaire albanais ottoman et amiral ottoman qui a pris part à toutes les premières campagnes navales de Turgut Reis. |
| Salah Raïs                                                                | vers 1488-1568              |                             | Empire ottoman  | Corsaire et pirate turc et amiral ottoman ainsi que beylerbey de la régence d'Alger. |
| Walter Raleigh                                                            | 1552-1618                   | 1595–1617                   | Angleterre      | Corsaire élisabéthain, considéré comme un pirate. Accompagné de Lawrence Kemys (en) et de Roger North (en), il commanda deux expéditions, en 1595 et 1617, à la recherche de l'Eldorado, dans la colonie espagnole de Guyana (également appelée Guyane espagnole), dans le Venezuela actuel.                                                                    |
| George Raynor (en)                                                        | XVIIe siècle -XVIIIe siècle | 1665-1743                   | Angleterre      | Pirate actif dans la mer Rouge. Avant d’être brièvement capitaine pirate, il était marin sur le Batchelor’s Delight sur lequel il a navigué aux côtés de William Dampier. |
| Stenka Razin                                                              | 1630-1671                   |                             | Russie          | Pirate cosaque qui opéra sur la Volga et en mer Caspienne. |
| Mary Read, elle a aussi utilisé un nom masculin, Mark Read ou willy Read. | 1690-1721                   | Jusqu'en 1720               | Angleterre      | Avec Anne Bonny, elle est l'une des rares femmes pirates de l'histoire. Quand elle fut capturée, Read échappa à la pendaison en clamant qu'elle était enceinte, mais elle mourut peu de temps après de la fièvre dans sa cellule,. |
| William Read (en) ou Reed                                                 | mort en 1701                | XVIIe siècle -XVIIIe siècle | Angleterre      | William Read (en) était un pirate actif dans l'océan Indien près de Madagascar. Il est surtout connu pour avoir sauvé ses camarades pirates, John Bowen et Thomas White. |
| Basil Ringrose                                                            | 1653-1686                   | XVIIe siècle                | Angleterre      | Médecin anglais embarqué sur les navires des pirates, Basil Ringrose, il écrivit des récits de voyage. Il a accompagné de 1680 à 1682 le chef pirate Bartholomew Sharp dans les raids sur la Côte pacifique. Basil Ringrose fut l'une des 50 victimes d'un massacre perpétré par les espagnols contre les flibustiers en février 1686 sur les côtes du Mexique. |
| James Reiskimmer ou James Riskinner                                       | XVIIe siècle                | Années 1630                 | Angleterre      | Lieutenant sur le navire Warwick, qui faisait alors partie d’une flotte sous le commandement de Nathaniel Butler, il prend part à une expédition entre mai et septembre 1639. |
| Bartholomew Roberts, John Roberts, dit Black Bart                         | 1682-1722                   | 1719-1722                   | Pays de Galles  | Le pirate ayant connu le plus de succès, on estime qu'il a capturé plus de 470 vaisseaux,. |
| Philip Roche (en)                                                         | 1693-1723                   | 1721-1723                   | Irlande         | Il est surtout connu pour avoir assassiné les équipages et les capitaines des navires que lui et ses hommes ont capturés. |
| Isaac Rochussen (en) ou Isaac Rockesen                                    | 1631–1710                   | Années 1660-1670            | Provinces-Unies | Il a été actif contre les Anglais pendant la deuxième et la troisième guerre anglo-néerlandaise. Sa capture du Faucon, un navire marchand de la compagnie des Indes orientales, a été l'une de ses prises les plus précieuses capturées à la fin du XVIIe siècle.                                                                                               |
| William Rous (en)                                                         | 1631–1645                   | Années 1640                 | Angleterre      | Basé sur l'Île de la Providence, il participa à des expéditions pour la compagnie de l'île de la Providence et plus tard commanda le fort Henry qui défendait l'île. |

- Haut – A
- B
- C
- D
- E
- F
- G
- H
- I
- J
- K
- L
- M
- N
- O
- P
- Q
- R
- S
- T
- U
- V
- W
- X
- Y
- Z

### S
| Nom                                                              | Vie                 | Années d'activité | Pays d'origine   | Commentaires |
| ---------------------------------------------------------------- | ------------------- | ----------------- | ---------------- | --- |
| Richard Sawkins                                                  | Mort en 1680        | 1679-1680         | Angleterre       | Participa, avec John Coxon et Bartholomew Sharp, à l'attaque surprise sur Santa Marta |
| Pieter Schouten                                                  | Mort vers 1624-1625 | Années 1620       | Provinces-Unies  | Il a dirigé l’une des expéditions néerlandaises aux Antilles. |
| Lewis Scot (en)                                                  |                     | Années 1660       | Angleterre       | Connu pour son attaque de la ville de Campêche, dans la péninsule du Yucatan. |
| John Davis (Robert Searle)                                       | XVIIe siècle        | XVIIe siècle      | Angleterre       | Davis était l'un des premiers et des plus actifs boucaniers de Jamaïque, corsaire et pirate. Il participe au sac de Panama en 1671.                                                                               |
| Roaring Dan Seavey (en)                                          | 1867-1949           | 1900-1930         | États-Unis       | Actif dans les Grands lacs américains. |
| Bartholomew Sharp                                                | 1650-1690           | 1679-1682         | Angleterre       | Pilla 25 navires espagnols et de nombreuses petites villes. |
| Ching Shih ou Cheng I Sao ("La femme de Cheng I"), née Shih Yang | 1775-1844           | 1807-1810         | Chine            | Importante femme pirate de la fin de la dynastie Qing, femme de Cheng I puis de Cheung Po Tsai, son fils adoptif. Elle reprend la tête de la plus grande confrérie pirate : 300 jonques et jusqu'à 40 000 hommes. |
| Shap-ng-tsai (en)                                                | XIXe siècle         | 1845-1859         | Chine            | Associé à Chui A-poo (en) et commandant environ 70 jonques dans la mer de Chine méridionale avant de se retirer et d'accepter le pardon du gouvernement chinois.                                                  |
| Boysie Singh (en)                                                | 1908-1957           | 1947-1956         | Trinidad         | Actif entre le Venezuela et Trinidad. Singh attaquait des bateaux de pêche, tuait l'équipage et volait le moteur du bateau avant de couler l'embarcation et de vendre sa prise.                                   |
| Gustav Skytte (en)                                               | 1637-1663           | 1657-1663         | Suède            | Attaqua des navires dans la mer Baltique, avec d'autres complices nobles. |
| George Somers                                                    | 1554-1610           | vers 1595-1607    | Angleterre       | En 1595, ce chien de mer élisabéthain a saccagé Caracas et Coro. Actif aux Antilles jusqu'au tournant du XVIIe siècle.                                                                                            |
| Jacques de Sores                                                 | XVIe siècle         | 1555              | Normandie France | Pirate Français dont le seul acte documenté a été son attaque et son incendie de La Havane en 1555. |
| Benito de Soto                                                   | 1805-1830           | 1827-1830         | Espagne          | Le plus célèbre de la dernière génération de pirates de l'océan Atlantique. |
| Bernard Claesen Speirdyke (en)                                   | XVIIe siècle        | Années 1660-1670  | Provinces-Unies  | Boucanier hollandais actif dans les Caraïbes, il fut capturé par le capitaine Manuel Rivero Pardel près de Cuba et fut exécuté.                                                                                   |
| Francis Spriggs (en)                                             | Mort en 1725        | Jusqu'en 1725     | Angleterre       | Avec George Lowther et Edward Low, Spriggs fut actif dans le golfe du Honduras durant les années 1720. |
| Klaus Störtebeker                                                | 1360–1401           |                   | Allemagne        | L'un des meneurs des frères des victuailles. Née vers 1360 à Wismar et exécuté en 1401 à Hambourg). |
| Charles Swan                                                     | XVIIe siècle        |                   | Angleterre       | Contraint à la piraterie par son équipage, s'en excusant même par lettre auprès du roi James II, il s'allie aux pirates Peter Harris et Edward Davis. Ne parvient à rien de notable en piraterie.                 |

- Haut – A
- B
- C
- D
- E
- F
- G
- H
- I
- J
- K
- L
- M
- N
- O
- P
- Q
- R
- S
- T
- U
- V
- W
- X
- Y
- Z

### T
| Nom                                            | Vie                 | Années d'activité | Pays d'origine | Commentaires |
| ---------------------------------------------- | ------------------- | ----------------- | -------------- | --- |
| Matsuura Takanobu                              | 1529-1599           |                   | Japon          | Un des plus puissants seigneurs féodaux de Kyūshū un des premiers à commercer avec les Européens.                                                                                                 |
| John Taylor                                    | Début XVIIIe siècle | 1718-1723         | Angleterre     | À l'île de La Réunion, Taylor est réputé pour avoir fait la plus importante prise de l'histoire de la piraterie.                                                                                  |
| Teuta                                          | 231-227 av. J.-C.   |                   | Illyrie        | La reine régente, a encouragé les pirates parmi son peuple, et leur a fait tuer un diplomate romain.                                                                                              |
| Thomas Tew, surnommé le pirate de Rhode Island | Mort en 1695        | 1692-1695         | Angleterre     | Corsaire puis pirate. En seulement deux voyages, Thomas Tew s'engagea dans un itinéraire appelé plus tard ronde des Pirates,.                                                                     |
| Chen Tianbao (Chen Tien-pao)                   | XVIIIe siècle       | Fin XVIIIe siècle | Chine          | Pirate chinois opérant à partir du Guangdong et dans toute la mer de Chine méridionale à la fin des années 1700. Plus tard, il est devenu un général de la dynastie Tay Son du Vietnam.           |
| Ermak Timofeïévitch                            | vers 1532-1585      | ?–1582            | Russie         | Chef d'une bande de pirates fluviaux, le long de la région du Don, en Russie qui dirigera plus tard une expédition, dans la conquête russe de la Sibérie, sous le règne du tsar Ivan le Terrible. |
| Kristoffer Trondson (Rustung)                  | 1500–1565           | 1535–1542         | Norvège        | Noble norvégien devenu pirate et corsaire. Opérant dans la mer du Nord et la mer Baltique. Il renonça à la piraterie en 1542 et devint amiral dans la flotte danoise.                             |

- Haut – A
- B
- C
- D
- E
- F
- G
- H
- I
- J
- K
- L
- M
- N
- O
- P
- Q
- R
- S
- T
- U
- V
- W
- X
- Y
- Z

### U
| Nom | Vie | Années d'activité | Pays d'origine | Commentaires |
| --- | --- | ----------------- | -------------- | ------------ |

- Haut – A
- B
- C
- D
- E
- F
- G
- H
- I
- J
- K
- L
- M
- N
- O
- P
- Q
- R
- S
- T
- U
- V
- W
- X
- Y
- Z

### V
| Nom                               | Vie          | Années d'activité | Pays d'origine  | Commentaires |
| --------------------------------- | ------------ | ----------------- | --------------- | --- |
| Nicolas Van Horn                  | 1635-1683    | 1663-1683         | Provinces-Unies | Marchand, corsaire et pirate, van Hoorn eut beaucoup de succès avant de mourir de plaies infectées. |
| Hendrick van Hoven (en)           | Mort en 1699 | 1698–1699         | Provinces-Unies | Boucanier et pirate actif dans les Caraïbes. Il était connu comme « le grand pirate des Antilles ». |
| Olivier van Noort                 | 1558-1627    | 1598-1601         | Provinces-Unies | Malgré ses succès limités, il fut le pirate menant à la formation de la Compagnie néerlandaise des Indes orientales. |
| Jan van Ryen                      | mort en 1627 | Années 1620       | Provinces-Unies | Actif aux Antilles, il aurait été tué par des autochtones en tentant d'établir l'une des premières colonies sur l'Oyapock. |
| Charles Vane                      | 1680-1720    | 1716-1720         | Angleterre      | Mal-aimé de par sa cruauté, Vane montrait peu de respect envers le code des pirates et volait les parts de butin de ses marins,. |
| Moise Vauquelin ou Moses Vanclein |              | 1650-1670         | France          | Officier de l'Ollonais, il fut également partenaire de Pierre le Picard. Pendant ses dernières années, il a écrit un livre sur le littoral du Honduras et du Yucatan avec le corsaire Philippe Bequel.                                               |
| John Vidal (en)                   | ?            | Vers 1727         | États-Unis      | Un pirate irlando-américain brièvement actif près du grau d'Ocracoke au large de la Caroline du Nord. Il est surtout connu pour avoir amené la famille Farley avec lui, ce qui a fait de Martha Farley l'une des rares femmes jugées pour piraterie. |
| Felix von Luckner                 | 1881-1966    | 1916-1917         | Allemagne       | Officier naval allemand. Actif durant la Première Guerre mondiale. |

- Haut – A
- B
- C
- D
- E
- F
- G
- H
- I
- J
- K
- L
- M
- N
- O
- P
- Q
- R
- S
- T
- U
- V
- W
- X
- Y
- Z

### W

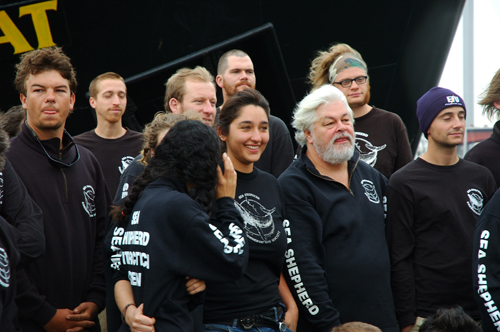
Plusieurs associations estiment que Paul Watson (cheveux blancs) utilise des méthodes dignes de la piraterie.

| Nom                                                                 | Vie                                   | Années d'activité                     | Pays d'origine                       | Commentaires |
| ------------------------------------------------------------------- | ------------------------------------- | ------------------------------------- | ------------------------------------ | --- |
| Thomas Wake (en)                                                    | Mort en 1697                          | 1694–1696                             | États-Unis                           | Mieux connu pour avoir navigué aux côtés de Thomas Tew pour rejoindre Henry Every dans l'océan Indien, chassant la flotte au trésor moghol.                                                                                                   |
| Rachel Wall                                                         | 1760-8 octobre 1789                   | 1781-1782                             | Province de Pennsylvanie Royaume-Uni | Rachel et son époux George Wall furent actifs sur les côtes du New Hampshire jusqu’à ce que George et son équipage coulent à pic. Elle fut pendue à Boston le 8 octobre 1789.                                                                 |
| Richard Want                                                        | ?                                     | 1692–1696                             | États-Unis                           | Actif dans l'océan Indien, il est surtout connu pour avoir navigué aux côtés de Thomas Tew et Henry Every. |
| Jack Ward connu sous les noms de John Ward et Birdy puis Yusuf Raïs | 1553-1622                             | Années 1603-1610                      | Angleterre                           | Pirate anglais notoire au tournant du XVIIe siècle qui devint plus tard un corsaire barbaresque opérant à partir de Tunis au début du XVIIe siècle. Avec Simon Dansa ils ont dominé la Méditerranée occidentale au début du XVIIe siècle.     |
| Paul Watson                                                         | Né en 1950                            | 1978-                                 | Canada                               | Watson est un défenseur du droit des animaux, fondateur de la Sea Shepherd Conservation Society. De par ses méthodes rarement légales et parfois brutales, il est qualifié de pirate.                                                         |
| Brigstock Weaver                                                    | 1686-1767                             | 1720–1725                             | Angleterre                           | Il est surtout connu pour son association avec ses collègues pirates Thomas Anstis et Bartholomew Roberts. |
| Liang Wen-keng                                                      | Fin XVIIIe siècle - Début XIXe siècle | Fin XVIIIe siècle - Début XIXe siècle | Chine                                | Pirate chinois de la fin XVIIIe siècle au début XIXe siècle, associé à Zheng Qi. |
| Fan Wen-tsai                                                        | Fin XVIIIe siècle - Début XIXe siècle | Fin XVIIIe siècle - Début XIXe siècle | Chine                                | Pirate chinois de la fin XVIIIe siècle au début XIXe siècle, associé à Zheng Qi. |
| John West (en)                                                      | ?                                     | 1713–1714                             | Angleterre                           | Un pirate dans les Caraïbes, surtout connu pour son association avec Benjamin Hornigold. |
| Joseph Wheeler (en)                                                 | ?                                     | 1696–1698                             | Angleterre                           | Il est surtout connu pour avoir navigué aux côtés de Dirk Chivers et Robert Culliford. |
| Alexander White                                                     | Mort en 1784                          | Jusqu'en 1784                         | Côte Est des États-Unis              | Pendu pour piraterie à Cambridge en novembre 1784. |
| Thomas White                                                        | mort en 1708                          | XVIIe siècle -XVIIIe siècle           | Angleterre                           | Pirate anglais né à Plymouth qui écuma l'océan Indien et les caraïbes au début du XVIIIe siècle. |
| Hennig Wichmann                                                     | 1370–1402                             | 139?–1402                             | Frise Allemagne                      | L'un des meneurs des frères des victuailles. |
| Cord Widderich                                                      | Mort en 1447                          | 1404–1447                             | Allemagne                            | Pirate actif durant les conflits politiques entre Dithmarschen et la frise du Nord au début du XVe siècle. |
| Magister Wigbold                                                    | 1365–1402                             | 1392–1402                             | Allemagne                            | Souvent considéré comme l'un des meneurs des frères des victuailles. |
| Jan Willems (en) aussi connu avec le prénom Yankey ou Janke         | XVIIe siècle                          | Années 1680                           | Provinces-Unies                      | Boucanier hollandais actif dans les Caraïbes. |
| David Williams ou Wallin                                            | XVIIe siècle -XVIIIe siècle           | 1698-1709                             | Pays de Galles                       | Marin gallois devenu pirate après avoir été abandonné à Madagascar. Il ne sera que brièvement capitaine et est surtout connu pour avoir navigué sous les ordres d'un certain nombre de capitaines pirates plus connus comme Robert Culliford. |
| Paulsgrave Williams (en)                                            | ?                                     | 1716–1723                             | États-Unis                           | Un pirate qui a navigué dans les Caraïbes, sur la côte est des États-Unis et au large de l'Afrique de l'Ouest. Il est surtout connu pour avoir navigué aux côtés de Samuel Bellamy.                                                           |
| Wimund                                                              | Mort en 1147                          |                                       | Angleterre                           | Évêque devenu pirate |
| Christopher Winter (en)                                             | ?                                     | 1716–1723                             | Angleterre                           | Pirate anglais actif dans les Caraïbes, surtout connu pour avoir navigué au service de l’Espagne et lancé la carrière d'Edward England. |
| Nicholas Woodall                                                    | ?                                     | 1718                                  | Angleterre                           | Il est surtout connu pour son implication avec Charles Vane et Benjamin Hornigold. |
| Edward Woodman (en)                                                 | ?                                     | 1692–1706                             | États-Unis                           | Pirate actif dans l'océan Indien et les Caraïbes. |
| Richard Worley (en)                                                 | Mort en 1718/1719                     | Jusqu'en 1719                         | Angleterre                           | Crédité comme l'un des premiers pirates à arborer le pavillon de pirates avec un crâne et des os. |
| William Wright                                                      | XVIIe siècle                          | 1675-1682                             | Angleterre                           | Bien qu'il fût anglais, Wright fut corsaire au service de la France. Il devint plus tard boucanier. |
| Emmanuel Wynne ou Emanuel Wynn                                      | 1650-1700                             | XVIIe siècle                          | France                               | Premier pirate à arborer le Jolly Roger. Cependant, son dessin incluait un sablier derrière le crâne. |

- Haut – A
- B
- C
- D
- E
- F
- G
- H
- I
- J
- K
- L
- M
- N
- O
- P
- Q
- R
- S
- T
- U
- V
- W
- X
- Y
- Z

### X
| Nom | Vie | Années d'activité | Pays d'origine | Commentaires |
| --- | --- | ----------------- | -------------- | ------------ |

- Haut – A
- B
- C
- D
- E
- F
- G
- H
- I
- J
- K
- L
- M
- N
- O
- P
- Q
- R
- S
- T
- U
- V
- W
- X
- Y
- Z

### Y
| Nom                | Vie       | Années d'activité | Pays d'origine | Commentaires                                                                       |
| ------------------ | --------- | ----------------- | -------------- | ---------------------------------------------------------------------------------- |
| Charles Yeats (en) | ?         | 1718              | Angleterre     | Il est surtout connu pour avoir navigué aux côtés puis abandonné Charles Vane.     |
| Dominique You      | 1775-1830 | 1802-1814         | Haïti          | Acquit une réputation de pirate audacieux. Devenu politicien à La Nouvelle-Orléans |

- Haut – A
- B
- C
- D
- E
- F
- G
- H
- I
- J
- K
- L
- M
- N
- O
- P
- Q
- R
- S
- T
- U
- V
- W
- X
- Y
- Z

### Z
| Nom                             | Vie          | Années d'activité | Pays d'origine | Commentaires |
| ------------------------------- | ------------ | ----------------- | -------------- | --- |
| Wang Zhi                        | XVIe siècle  | Années 1540-1550  | Chine          | A combattu les pirates japonais au XVIe siècle, avant de devenir le chef d'une importantes flotte pirate. |
| Zheng Zhilong (Cheng Chih Lung) | 1604-1662    | 1623-1645         | Chine          | Converti au christianisme, Zhilong collaborait avec les forces hollandaises, aidant à créer un monopole commercial avec le Japon. Père de Koxinga et grand-père de Zheng Jing. |
| Chen Zuyi (Ch'en Tsu-I)         | mort en 1407 | XVe siècle        | Chine          | Pirate chinois du XVe siècle venant de Guangdong. Ce fut un des plus puissants pirates à avoir jamais écumé les mers d'Asie du Sud-Est. Il dirigeait la ville de Palembang et attaquait le détroit de Malacca afin de piller les navires marchands, qu'ils soient locaux ou étranger. Il fut arrêté par l'amiral Zheng He en 1407 et exécuté. |

- Haut – A
- B
- C
- D
- E
- F
- G
- H
- I
- J
- K
- L
- M
- N
- O
- P
- Q
- R
- S
- T
- U
- V
- W
- X
- Y
- Z

## Pirates, boucaniers et flibustiers de fiction
Plusieurs pirates, boucaniers et flibustiers dépeints dans des œuvres de fiction ont réellement existé, mais leur description est souvent éloignée de la réalité. Pour cette raison, ils sont présentés comme imaginaires.

### A
- Al la triste : Pirate de l'air créée pour l'univers d'Eredan. Elle est issue du jeu Eredan iTCG et est la chef de l'équipage portant son nom. Son navire est l'Arc-Kadia, hommage fait à l'Arcadia d'Albator. Son nom est aussi une référence et un hommage au capitaine Alatriste.
- Captain Harlock ou Captain Herlock, connu en France sous le nom d'Albator : Pirate de l'espace créé par Leiji Matsumoto, personnage de manga et de dessin animé. Son père était aussi pirate et connu sous le nom de Great Harlock. Il est le capitaine du vaisseau spatial L'ombre de la mort, puis du célèbre Arcadia.
- Alwilda : D'après une légende scandinave, pour se séparer de son mari – le prince danois Alf – cette femme devint pirate comme capitaine d'un équipage féminin. Elle a inspiré un personnage du manga One Piece, Arbyda (connue en français comme Alvida).
- Morgan Adams : Elle est une femme pirate incarnée par Geena Davis dans le film L'Île aux Pirates.

### B
- Barbe-Noire (Saturnin Tromblon) : Personnage issu de la série de bande dessinée franco-belge Le Vieux Nick et Barbe-Noire de Marcel Remacle. C'est un pirate qui vit approximativement fin XVIe ou début XVIIe siècle. Son ennemi est le Vieux Nick.
- Barbe Noire Mohune : Il est le personnage principal dans Moonfleet, roman de John Meade Falkner.
- Barbe-Rouge : Il est l'un des personnages principaux de la bande dessinée homonyme, et fut repris de manière parodique dans Astérix.
- Hector Barbossa : Est un des personnages principaux de la franchise cinématographique Pirates des Caraïbes, éternel rival de Jack Sparrow qui lui mettra nombre de bâtons dans les roues et lui volera son navire, le Black Pearl.
- Willy le Borgne : Personnage apparaissant dans le film Les Goonies.
- Brook : Il s'agit d'un personnage du manga One Piece, musicien et bretteur de l'équipage au chapeau de paille.
- Barbe blanche : Il s'agit d'un personnage du manga One Piece dont le vrai nom est Edward Newgate.

### C
- Capitaine Le Chevalet : Seigneur des Pirates français dans le film Pirates des Caraïbes, jusqu'au bout du monde.
- Capitaine Dame Ching : Seigneur des pirates chinois dans le film Pirates des Caraïbes, jusqu'au bout du monde.
- Capitaine Syrup : Femme pirate rivale de Wario dans la série Wario Land.
- Henriette « One Eye » Cooper : Elle est une lointaine ancêtre de Sly Cooper. Son portrait apparaît dans le dernier niveau du jeu vidéo Sly 3.
- Capitaine Crochet : Il est l'ennemi juré de Peter Pan dans le conte Peter Pan de J. M. Barrie et ses adaptations.
- Cyan : Femme pirate dans le jeu Urban Rivals.

### E
- Edward Newgate (Barbe Blanche) : Il s'agit d'un personnage du manga One Piece, capitaine de l'équipage de Barbe Blanche  qui dispose de seize flottes. Il est l'un des quatre Empereurs du Nouveau Monde.
- Edward Kenway : C'est le principal protagoniste du jeu vidéo Assassin's Creed IV: Black Flag. Pirate britannique entrainé par les Assassins, est le père de Haytham Kenway et le grand-père de Connor Kenway, le personnage principal de Assassin's Creed III.
- Emeraldas : Pirate de l'espace créé par Leiji Matsumoto, personnage de manga et de dessin animé. Pendant féminin d'Albator, elle apparait dans diverses productions, comme Albator, le corsaire de l'espace et Galaxy Express 999. Elle est capitaine du vaisseau spatial Queen Emeraldas.

### F
- Franky : Il s'agit d'un personnage du manga One Piece, charpentier de l'équipage au chapeau de paille.
- Flameheart : Capitaine d'une flotte de navires fantômes et un des principaux boss du jeu vidéo Sea of Thieves.
- Capitaine Flint : Personnage de L'Île au trésor de Robert Louis Stevenson. Capitaine du Walrus, il meurt en donnant a son second Billy Bones, une carte au trésor. Il est aussi l'un des personnages principaux de la série Black Sails qui se déroule 20 ans avant L'île au trésor.

### G
- Joshamee Gibbs : Un des personnages principaux de la série cinématographique Pirates des Caraïbes, il est le second de Jack Sparrow.
- Gol D. Roger : Légendaire seigneur des pirates du manga One Piece, qui, allant être exécuté en place publique, promit son trésor Le One Piece à qui arriverait à le trouver, lançant ainsi une nouvelle vague de piraterie, alors que les autorités pensaient arrêter définitivement les pirates en l'exécutant.
- Le Golif : Personnage principal de l'ouvrage Cahiers de Le Golif dit Borgnefesse capitaine de la flibuste de Louis-Adhémar-Timothée Le Golif.
- Thomas Goodwill : Personnage du roman Le Maître des dragons de Fabrice Colin.
- Grenouille (la) : Personnage du film Pirates de Roman Polanski.
- Gangplank : Personnage du jeu League of Legends.

### H
- Charles Hunter : Personnage du roman Pirates de Michael Crichton, publié en anglais en 2009 (titre original: Pirate Latitudes)

### J
- Davy Jones : Capitaine du Hollandais-volant, il est l'ennemi juré de Jack Sparrow et de Will Turner. Obligé à rester dix ans en mer pour un jour sur terre. Son cœur est enfermé dans un coffre et l'embrocher est la seule façon de le tuer dans la franchise cinématographique Pirates des Caraïbes.

### L
- Capitaine LeChuck : Mort-vivant apparaissant dans la série des jeux d'aventure le Secret de l'île aux singes (Monkey Island).
- Long John Silver : Il s'agit d'un des personnages du roman L'Île au trésor de Robert Louis Stevenson. Il est le chef des mutins recherchant un trésor enterré et un ancien pirate du capitaine Flint. John Silver est repris par la suite dans d'autres histoires. Ainsi, il est le "héros" pirate du roman éponyme de Björn Larsson, mais aussi de la bande dessinée éponyme de Xavier Dorison et Mathieu Lauffray. Il est également l'un des personnages principaux de la série Black Sails qui se déroule 20 ans avant L'Île au trésor.

### M
- Monkey D. Luffy : Il s'agit du personnage principal du manga One Piece, capitaine de l'équipage au chapeau de paille.
- Mugen : Un des principaux personnages du manga Samurai champloo .

### N
- Nami : Il s'agit d'un personnage du manga One Piece, navigatrice de l'équipage au chapeau de paille.
- Nico Robin : Il s'agit d'un personnage du manga One Piece, archéologue de l'équipage au chapeau de paille.

### O
- Edward Ockham, dit Ned le Rouge : personnage du roman Le Piège de l'architecte de Douglas Preston et Lincoln Child.
- Hondo Ohnaka : personnage récurrent de la série animée Star Wars: The Clone Wars. Il s'agit d'un pirate Weequay à la tête du gang Ohnaka, installés sur la planète Florrum durant la Guerre des Clones.

### P
- Patchy le pirate : C'est un des personnages secondaires de la série animée Bob l'éponge. On pense que c'est un pirate qui revit dans le monde moderne. Il habite en Californie et est accompagné de son perroquet Potty, une marionnette.
- Josselin Préault-Aubetterre : C'est le héros du livre Pirate Rouge d'Anne-Marie Desplat-Duc, d'origine noble mais pauvre, il est fasciné par la piraterie et prend les commandes d'une équipe de boucaniers puis devient flibustier et maître d'équipage.
- Portgas D. Ace : Il s'agit d'un personnage du manga One Piece, commandant de la seconde flotte de Barbe Blanche et frère de Luffy au chapeau de paille ainsi que le fils caché de Gol D. Roger.

### R
- Capitaine Red : Thomas Bartholomew Red, personnage du film Pirates de Roman Polanski.
- Rackham le Rouge : Personnage décrit dans deux albums des Aventures de Tintin : Le Secret de La Licorne et Le Trésor de Rackham le Rouge.
- Zoro Roronoa : Il s'agit d'un personnage du manga One Piece, combattant de l'équipage au chapeau de paille.

### S
- Saskia, dite « Saskia des Vagues » ou « Saskia la noire » : Il s'agit d'un personnage issu de la bande dessinée Saskia des vagues. C'est une jeune fille pirate du VIe siècle vivant des aventures à la fois romanesques et fantastiques.
- Sam le pirate : Personnage colérique ennemi de Bugs Bunny.
- Sanji (Sandy): Il s'agit d'un personnage du manga One Piece, cuisinier de l'équipage au chapeau de paille.
- Capitaine Sao Feng : Seigneur des pirates de Singapour dans le film Pirates des Caraïbes, jusqu'au bout du monde, laisse avant de mourir sa pièce de huit à Elizabeth Swann.
- Jack Sparrow : Il est le personnage principal des films Pirates des Caraïbes : La Malédiction du Black Pearl, Pirates des Caraïbes : Le Secret du coffre maudit, Pirates des Caraïbes, jusqu'au bout du monde et Pirates des Caraïbes : La Fontaine de jouvence et Pirates des Caraïbes : La Vengeance de Salazar
- Elizabeth Swann : Est un des personnages principaux de la franchise cinématographique Pirates des Caraïbes. Elle devient seigneur des pirates car Sao Feng de Singapour lui laisse sa pièce de huit dans le film Pirates des Caraïbes, jusqu'au bout du monde.

### T
- Guybrush Threepwood : Le héros de la série de jeux d'aventure le Secret de l'île aux singes (Monkey Island).
- Tony Tony Chopper : Il s'agit d'un personnage du manga One Piece, médecin de bord de l'équipage au chapeau de paille.
- Henry Turner : le fils d'Elizabeth Swann et de Will Turner et un des principaux protagonistes de Pirates des Caraïbes : La Vengeance de Salazar. Il est aussi un grand admirateur de Jack Sparrow et se joint à lui pour le protéger et sauver de son plus dangereux ennemi.
- William Turner : Est un des personnages principaux de la franchise cinématographique Pirates des Caraïbes et fils de Bill Turner dit "Bill le Bottier", pirate appartenant à l'équipage du Hollandais Volant, il en devient ensuite le capitaine.
- Trafalgar Law : Il s'agit d'un personnage du manga One Piece, capitaine de l'équipage des Heart Pirates.
- Teague : Personnages de la franchise cinématographique Pirates des Caraïbes, il est le père du Capitaine Jack Sparrow et le gardien du Code des Pirates. Il apparait dans le troisième et brièvement dans le quatrième volet de POTC

### U
- Usopp (Pipo) : Il s'agit d'un personnage du manga One Piece, tireur d'élite de l'équipage au chapeau de paille.

### V
- Capitaine Valo : Personnage du film Le Corsaire rouge, interprété par Burt Lancaster.
- Capitaine Villanueva : Seigneur des Pirates Espagnols dans le film Pirates des Caraïbes, jusqu'au bout du monde.
- Le Vieux Nick : Personnage issu de la série de bande dessinée franco-belge Le Vieux Nick et Barbe-Noire de Marcel Remacle. Le Vieux Nick est un marin qui vit approximativement fin XVIe ou début XVIIe siècle, et qui lutte pour le bon droit, en ce temps, des corsaires et de pirates. Son ennemi est Barbe-Noire, un pirate.

### Y
- Le Capitaine Yarr : Compagnon du Moussaillon Babarch et du pirate nain Leag dans la pièce La Terreur du Ciel.

### Sources et bibliographie
: document utilisé comme source pour la rédaction de cet article.
- Daniel Defoe : Histoire des pirates anglois depuis leur établissement dans l'ile de la Providence, page 271 et suivantes
- (en) Breverton Terry, A Gross of Pirates : From Alfhild the Shield Maiden to Afweyne the Big Mouth : A Complete Film Guide, Amberley Publishing, 2018, 320 p. (ISBN 978-1-4456-8292-1, lire en ligne).
- Buti Gilbert et Hrodej Philippe, Dictionnaire des corsaires et pirates, Paris, CNRS éditions, coll. « CNRS Dictionnaires », 2013, 990 p. (ISBN 978-2-271-07701-1, lire en ligne). , Éditions Librairie archéologique, 2021, 1 008 p.
- (en) Rowan Terry, Pirates, Buccaneers & other Scallywags & Swashbucklers : A Complete Film Guide, Lulu.com, 2014, 138 p. (ISBN 978-1-312-14600-6, lire en ligne).
- Gasser Jacques, Dictionnaire des flibustiers des Caraïbes : corsaires et pirates français au XVIIe siècle, Les Sables d'Olonne, éditions du beaupré, 2017, 510 p. (ISBN 978-2-919154-23-4).
- Gilbert Buti & Philippe Hrodej (dir.), "Histoire des pirates et des corsaires. De l'antiquiité à nos jours, CNRS Éditions, Paris, 2016,  (ISBN 978-2-271-08999-1) ; 608p.